# Liste des églises de l'Aube
La liste des églises de l'Aube vise à situer les églises du département français de la Aube. Il est fait état des diverses protections dont elles peuvent bénéficier, et notamment les inscriptions et classements au titre des monuments historiques.
En ce qui concerne le culte catholique, les églises sont situées dans le diocèse de Troyes.

## Statistiques

### Nombres
Le département de l'Aube comprend 431 communes au 1er janvier 2023.
Depuis 2022, le diocèse de Troyes compte 43 paroisses.

## Liste des églises catholiques classées par commune par ordre alphabétique
Le classement ci-après se fait par commune selon l'ordre alphabétique.
Il est fait état des diverses protections dont elles peuvent bénéficier, et notamment les inscriptions et classements au titre des monuments historiques.
| Église                                                                    | Commune                      | Adresse | Coordonnées                      | Notice         | Protection                                                                            | Date        | Illustration                                                              |
| ------------------------------------------------------------------------- | ---------------------------- | ------- | -------------------------------- | -------------- | ------------------------------------------------------------------------------------- | ----------- | ------------------------------------------------------------------------- |
| Église Saint-Martin d'Ailleville                                          | Ailleville                   |         | 48° 15′ 07″ nord, 4° 40′ 52″ est |                |                                                                                       |             | Église Saint-Martin d'Ailleville                                          |
| Église Notre Dame-de-L'Assomption d'Aix-en-Othe                           | Aix-Villemaur-Pâlis          |         | 48° 13′ 22″ nord, 3° 43′ 57″ est | « PA00078015 » | Inscrit MH                                                                            | 1980        | Église Notre Dame-de-L'Assomption d'Aix-en-Othe                           |
| Collégiale de l'Assomption-de-la-Vierge de Villemaur-sur-Vanne            | Aix-Villemaur-Pâlis          |         | 48° 43′ 40″ nord, 3° 43′ 40″ est | « PA00078302 » | Classé MH                                                                             | 1972        | Collégiale de l'Assomption-de-la-Vierge de Villemaur-sur-Vanne            |
| Église Saint-Médard de Palis                                              | Aix-Villemaur-Pâlis          |         | 48° 17′ 04″ nord, 3° 42′ 33″ est |                |                                                                                       |             | Image manquante Téléverser                                                |
| Église des Cinq-Plaies-du-Christ d'Allibaudières                          | Allibaudières                |         | 48° 34′ 58″ nord, 4° 06′ 35″ est | « PA00078016 » | Inscrit MH Le bas-relief enchassé dans la façade Ouest                                | 1960        | Image manquante Téléverser                                                |
| Église Saint-Martin-les-Hivers d'Amance                                   | Amance                       |         | 48° 17′ 47″ nord, 4° 30′ 50″ est |                |                                                                                       |             | Église Saint-Martin-les-Hivers d'Amance                                   |
| Église de l'Assomption de la Ville-aux-Bois-lès-Vendeuvre                 | Amance                       |         | 48° 17′ 11″ nord, 4° 30′ 02″ est |                |                                                                                       |             | Église de l'Assomption de la Ville-aux-Bois-lès-Vendeuvre                 |
| Église Saint-Étienne d'Arcis-sur-Aube                                     | Arcis-sur-Aube               |         | 48° 32′ 12″ nord, 4° 08′ 32″ est | « PA00078018 » | Classé MH                                                                             | 1840        | Église Saint-Étienne d'Arcis-sur-Aube                                     |
| Église Saint-Martin d'Arconville                                          | Arconville                   |         | 48° 09′ 44″ nord, 4° 43′ 22″ est |                |                                                                                       |             | Église Saint-Martin d'Arconville                                          |
| Église Saint-Pierre-ès-Liens d'Argançon                                   | Argançon                     |         | 48° 15′ 10″ nord, 4° 36′ 13″ est |                |                                                                                       |             | Église Saint-Pierre-ès-Liens d'Argançon                                   |
| Église Saint-Pierre aux Liens d'Arrelles                                  | Arrelles                     |         | 48° 02′ 57″ nord, 4° 16′ 34″ est |                |                                                                                       |             | Église Saint-Pierre aux Liens d'Arrelles                                  |
| Église Saint-Étienne d'Arrembécourt                                       | Arrembécourt                 |         | 48° 32′ 33″ nord, 4° 35′ 51″ est | « PA00078019 » | Inscrit MH                                                                            | 1987        | Église Saint-Étienne d'Arrembécourt                                       |
| Église Saint-Jacques-le-Majeur d'Arrentières                              | Arrentières                  |         | 48° 15′ 48″ nord, 4° 44′ 38″ est |                |                                                                                       |             | Image manquante Téléverser                                                |
| Église Saint-Martin d'Arsonval                                            | Arsonval                     |         | 48° 16′ 05″ nord, 4° 38′ 57″ est | « PA00078020 » | Inscrit MH                                                                            | 1926        | Église Saint-Martin d'Arsonval                                            |
| Église Saint-Pierre d'Assencières                                         | Assencières                  |         | 48° 21′ 30″ nord, 4° 11′ 49″ est |                |                                                                                       |             | Église Saint-Pierre d'Assencières                                         |
| Église Notre-Dame-de-la-Purification d'Aubeterre                          | Aubeterre                    |         | 48° 25′ 49″ nord, 4° 07′ 20″ est |                |                                                                                       |             | Église Notre-Dame-de-la-Purification d'Aubeterre                          |
| Église Saint-Remy d'Aulnay                                                | Aulnay                       |         | 48° 28′ 20″ nord, 4° 24′ 27″ est |                |                                                                                       |             | Église Saint-Remy d'Aulnay                                                |
| Église Saint-Loup-de-Sens d'Auxon                                         | Auxon                        |         | 48° 06′ 13″ nord, 3° 55′ 05″ est | « PA00078021 » | Classé MH                                                                             | 1949        | Église Saint-Loup-de-Sens d'Auxon                                         |
| Église de l'Assomption d'Avant-lès-Marcilly                               | Avant-lès-Marcilly           |         | 48° 25′ 18″ nord, 3° 34′ 07″ est |                |                                                                                       |             | Église de l'Assomption d'Avant-lès-Marcilly                               |
| Église Saint-Denis d'Avant-lès-Ramerupt                                   | Avant-lès-Ramerupt           |         | 48° 26′ 54″ nord, 4° 17′ 12″ est | « PA00078023 » | Classé MH                                                                             | 1984        | Église Saint-Denis d'Avant-lès-Ramerupt                                   |
| Église Saint-Phal d'Avirey                                                | Avirey-Lingey                |         | 48° 01′ 33″ nord, 4° 18′ 01″ est | « PA00078024 » | Inscrit MH                                                                            | 1925        | Église Saint-Phal d'Avirey                                                |
| Église Saint-Pierre-aux-liens d'Avon-la-Pèze                              | Avon-la-Pèze                 |         | 48° 23′ 17″ nord, 3° 39′ 17″ est |                |                                                                                       |             | Église Saint-Pierre-aux-liens d'Avon-la-Pèze                              |
| Église Notre-Dame-de-l'Assomption d'Avreuil                               | Avreuil                      |         | 48° 02′ 45″ nord, 3° 59′ 56″ est | « PA00078327 » | Inscrit MH                                                                            | 1992        | Église Notre-Dame-de-l'Assomption d'Avreuil                               |
| Église Saint-Valentin de Bagneux-la-Fosse                                 | Bagneux-la-Fosse             |         | 47° 59′ 35″ nord, 4° 17′ 49″ est | « PA00078025 » | Inscrit MH                                                                            | 1926        | Église Saint-Valentin de Bagneux-la-Fosse                                 |
| Église de l'Exaltation-de-la-Sainte-Croix de Bailly-le-Franc              | Bailly-le-Franc              |         | 48° 31′ 21″ nord, 4° 39′ 15″ est | « PA00078026 » | Inscrit MH                                                                            | 1926        | Église de l'Exaltation-de-la-Sainte-Croix de Bailly-le-Franc              |
| Église Saint-Pierre-et-Saint-Paul de Balignicourt                         | Balignicourt                 |         | 48° 30′ 58″ nord, 4° 27′ 35″ est | « PA00078027 » | Classé MH                                                                             | 1984        | Église Saint-Pierre-et-Saint-Paul de Balignicourt                         |
| Église de la Nativité-de-Notre-Dame de Balnot-la-Grange                   | Balnot-la-Grange             |         | 47° 59′ 04″ nord, 4° 11′ 51″ est |                |                                                                                       |             | Image manquante Téléverser                                                |
| Église Saint-Savinien de Balnot-sur-Laignes                               | Balnot-sur-Laignes           |         | 48° 01′ 50″ nord, 4° 21′ 56″ est |                |                                                                                       |             | Image manquante Téléverser                                                |
| Église Saint-Maclou de Bar-sur-Aube                                       | Bar-sur-Aube                 |         | 48° 13′ 53″ nord, 4° 42′ 25″ est | « PA00078030 » | Classé MH                                                                             | 1840        | Église Saint-Maclou de Bar-sur-Aube                                       |
| Église Saint-Pierre de Bar-sur-Aube                                       | Bar-sur-Aube                 |         | 48° 14′ 00″ nord, 4° 42′ 31″ est | « PA00078031 » | Classé MH                                                                             | 1840        | Église Saint-Pierre de Bar-sur-Aube                                       |
| Église Saint-Étienne de Bar-sur-Seine                                     | Bar-sur-Seine                |         | 48° 06′ 54″ nord, 4° 22′ 32″ est | « PA00078045 » | Classé MH                                                                             | 1907        | Église Saint-Étienne de Bar-sur-Seine                                     |
| Église Saint-Sulpice de Barberey-Saint-Sulpice                            | Barberey-Saint-Sulpice       |         | 48° 20′ 16″ nord, 4° 02′ 03″ est | « PA00078049 » | Inscrit MH                                                                            | 1925        | Église Saint-Sulpice de Barberey-Saint-Sulpice                            |
| Église Saint-Pierre-aux-Liens de Barbuise                                 | Barbuise                     |         | 48° 33′ 27″ nord, 3° 34′ 40″ est |                |                                                                                       |             | Église Saint-Pierre-aux-Liens de Barbuise                                 |
| Église Saint-Étienne de Baroville                                         | Baroville                    |         | 48° 11′ 33″ nord, 4° 43′ 19″ est |                |                                                                                       |             | Image manquante Téléverser                                                |
| Église Saint-Martin sise à Bayel                                          | Bayel                        |         | 48° 11′ 55″ nord, 4° 46′ 38″ est |                |                                                                                       |             | Église Saint-Martin sise à Bayel                                          |
| Église Saint-Antoine de Bercenay-en-Othe                                  | Bercenay-en-Othe             |         | 48° 12′ 32″ nord, 3° 53′ 28″ est |                |                                                                                       |             | Église Saint-Antoine de Bercenay-en-Othe                                  |
| Église de la Nativité-de-Notre-Dame de Bercenay-le-Hayer                  | Bercenay-le-Hayer            |         | 48° 20′ 34″ nord, 3° 35′ 42″ est |                |                                                                                       |             | Église de la Nativité-de-Notre-Dame de Bercenay-le-Hayer                  |
| Église Saint-Étienne de Bergères                                          | Bergères                     |         | 48° 11′ 11″ nord, 4° 40′ 03″ est |                |                                                                                       |             | Église Saint-Étienne de Bergères                                          |
| Église Saint-Winebaud de Bernon                                           | Bernon                       |         | 47° 59′ 22″ nord, 3° 59′ 38″ est |                |                                                                                       |             | Image manquante Téléverser                                                |
| Église Saint-Étienne de Bertignolles                                      | Bertignolles                 |         | 48° 07′ 45″ nord, 4° 31′ 08″ est |                |                                                                                       |             | Église Saint-Étienne de Bertignolles                                      |
| Église Saint-Michel de Bessy                                              | Bessy                        |         | 48° 32′ 49″ nord, 4° 01′ 25″ est |                |                                                                                       |             | Image manquante Téléverser                                                |
| Église Saint-Andoche de Beurey                                            | Beurey                       |         | 48° 11′ 04″ nord, 4° 27′ 59″ est |                |                                                                                       |             | Église Saint-Andoche de Beurey                                            |
| Église Saint-Loup de Troyes de Blaincourt-sur-Aube                        | Blaincourt-sur-Aube          |         | 48° 23′ 18″ nord, 4° 27′ 26″ est |                |                                                                                       |             | Église Saint-Loup de Troyes de Blaincourt-sur-Aube                        |
| Église Saint-Barthélémy de Blignicourt                                    | Blignicourt                  |         | 48° 27′ 41″ nord, 4° 31′ 58″ est |                |                                                                                       |             | Image manquante Téléverser                                                |
| Église Saint-Symphorien de Bligny                                         | Bligny                       |         | 48° 10′ 18″ nord, 4° 37′ 02″ est | « PA00078317 » | Inscrit MH                                                                            | 1989        | Église Saint-Symphorien de Bligny                                         |
| Église de l'Assomption-de-Notre-Dame de Bossancourt                       | Bossancourt                  |         | 48° 16′ 55″ nord, 4° 36′ 03″ est |                |                                                                                       |             | Église de l'Assomption-de-Notre-Dame de Bossancourt                       |
| Église Saint-Laurent de Bouilly                                           | Bouilly                      |         | 48° 11′ 35″ nord, 3° 59′ 52″ est | « PA00078054 » | Classé MH                                                                             | 1909        | Église Saint-Laurent de Bouilly                                           |
| Église Saint-Pierre et Saint-Paul de Boulages                             | Boulages                     |         | 48° 34′ 48″ nord, 3° 54′ 48″ est |                |                                                                                       |             | Église Saint-Pierre et Saint-Paul de Boulages                             |
| Église Saint-Pierre-ès-Liens de Bouranton                                 | Bouranton                    |         | 48° 18′ 44″ nord, 4° 10′ 45″ est |                |                                                                                       |             | Église Saint-Pierre-ès-Liens de Bouranton                                 |
| Église Saint-Privat de Bourdenay                                          | Bourdenay                    |         | 48° 21′ 35″ nord, 3° 35′ 15″ est |                |                                                                                       |             | Église Saint-Privat de Bourdenay                                          |
| Église Saint-Vallier de Bourguignons                                      | Bourguignons                 |         | 48° 07′ 50″ nord, 4° 21′ 26″ est | « PA00078055 » | Inscrit MH                                                                            | 1926        | Église Saint-Vallier de Bourguignons                                      |
| Église Saint-Loup de Bouy-Luxembourg                                      | Bouy-Luxembourg              |         | 48° 22′ 39″ nord, 4° 15′ 30″ est | « PA00078056 » | Classé MH                                                                             | 1980        | Église Saint-Loup de Bouy-Luxembourg                                      |
| Église Saint-Aventin de Bouy-sur-Orvin                                    | Bouy-sur-Orvin               |         | 48° 24′ 43″ nord, 3° 29′ 53″ est |                |                                                                                       |             | Église Saint-Aventin de Bouy-sur-Orvin                                    |
| Église Notre-Dame-de-l'Assomption de Beauvoir-sur-Sarce                   | Bragelogne-Beauvoir          |         | 47° 58′ 01″ nord, 4° 15′ 52″ est |                |                                                                                       |             | Image manquante Téléverser                                                |
| Église Saint-Pierre-ès-Liens de Bragelogne                                | Bragelogne-Beauvoir          |         | 47° 57′ 43″ nord, 4° 16′ 00″ est |                |                                                                                       |             | Image manquante Téléverser                                                |
| Église Saint-Martin de Braux                                              | Braux                        |         | 48° 29′ 04″ nord, 4° 28′ 17″ est |                |                                                                                       |             | Église Saint-Martin de Braux                                              |
| Église Saint-Maurice de Briel-sur-Barse                                   | Briel-sur-Barse              |         | 48° 12′ 36″ nord, 4° 21′ 20″ est |                |                                                                                       |             | Église Saint-Maurice de Briel-sur-Barse                                   |
| Église Saint-Pierre-aux-Liens de Brienne-la-Vieille                       | Brienne-la-Vieille           |         | 48° 22′ 25″ nord, 4° 31′ 46″ est | « PA00078059 » | Classé MH                                                                             | 1907        | Église Saint-Pierre-aux-Liens de Brienne-la-Vieille                       |
| Église Saint-Pierre-et-Saint-Paul de Brienne-le-Château                   | Brienne-le-Château           |         | 48° 23′ 37″ nord, 4° 31′ 37″ est | « PA00078065 » | Classé MH                                                                             | 1895        | Église Saint-Pierre-et-Saint-Paul de Brienne-le-Château                   |
| Église Saint-Pierre-aux-Liens de Brillecourt                              | Brillecourt                  |         | 48° 28′ 16″ nord, 4° 21′ 56″ est |                |                                                                                       |             | Église Saint-Pierre-aux-Liens de Brillecourt                              |
| Église Saint-Vincent-de-Paul de Bréviandes                                | Bréviandes                   |         | 48° 15′ 24″ nord, 4° 05′ 48″ est |                |                                                                                       |             | Église Saint-Vincent-de-Paul de Bréviandes                                |
| Église Saint-Clément-et-Saint-Barthélemy de Brévonnes                     | Brévonnes                    |         | 48° 21′ 37″ nord, 4° 23′ 59″ est |                |                                                                                       |             | Église Saint-Clément-et-Saint-Barthélemy de Brévonnes                     |
| Église Saint-Jacques Le Majeur de Bucey-en-Othe                           | Bucey-en-Othe                |         | 48° 15′ 37″ nord, 3° 51′ 35″ est |                |                                                                                       |             | Église Saint-Jacques Le Majeur de Bucey-en-Othe                           |
| Église de la Nativité-de-Notre-Dame de Courgerennes                       | Buchères                     |         | 48° 14′ 51″ nord, 4° 06′ 30″ est |                |                                                                                       |             | Église de la Nativité-de-Notre-Dame de Courgerennes                       |
| Église Notre-Dame-de-l'Assomption de Buchères                             | Buchères                     |         | 48° 14′ 20″ nord, 4° 06′ 34″ est |                |                                                                                       |             | Église Notre-Dame-de-l'Assomption de Buchères                             |
| Église Saint-Loup de Troyes de Buxeuil                                    | Buxeuil                      |         | 48° 03′ 17″ nord, 4° 23′ 43″ est |                |                                                                                       |             | Église Saint-Loup de Troyes de Buxeuil                                    |
| Église Saint-Martin de Buxières-sur-Arce                                  | Buxières-sur-Arce            |         | 48° 07′ 28″ nord, 4° 27′ 26″ est |                |                                                                                       |             | Église Saint-Martin de Buxières-sur-Arce                                  |
| Église Notre-Dame-de-la-Nativité de Bérulle                               | Bérulle                      |         | 48° 10′ 38″ nord, 3° 39′ 44″ est | « PA00078051 » | Classé MH                                                                             | 1840        | Église Notre-Dame-de-la-Nativité de Bérulle                               |
| Église Saint-Ferréol de Bétignicourt                                      | Bétignicourt                 |         | 48° 26′ 47″ nord, 4° 27′ 21″ est |                |                                                                                       |             | Image manquante Téléverser                                                |
| Église Sainte-Marie-Madeleine de Celles-sur-Ource                         | Celles-sur-Ource             |         | 48° 04′ 34″ nord, 4° 24′ 01″ est |                |                                                                                       |             | Église Sainte-Marie-Madeleine de Celles-sur-Ource                         |
| Église Saint-Nicolas de Chacenay                                          | Chacenay                     |         | 48° 06′ 51″ nord, 4° 31′ 36″ est |                |                                                                                       |             | Image manquante Téléverser                                                |
| Église de l'Assomption de Chalette-sur-Voire                              | Chalette-sur-Voire           |         | 48° 26′ 43″ nord, 4° 25′ 30″ est |                |                                                                                       |             | Église de l'Assomption de Chalette-sur-Voire                              |
| Église de l'Immaculée-Conception de Chamoy                                | Chamoy                       |         | 48° 07′ 08″ nord, 3° 58′ 10″ est | « PA00078070 » | Inscrit MH Transept et chœur"                                                         | 1926        | Église de l'Immaculée-Conception de Chamoy                                |
| Église Saint-Loup de Sens de Champfleury                                  | Champfleury                  |         | 48° 37′ 02″ nord, 4° 00′ 21″ est |                |                                                                                       |             | Image manquante Téléverser                                                |
| Église Saint-Laurent de Champignol-lez-Mondeville                         | Champignol-lez-Mondeville    |         | 48° 08′ 26″ nord, 4° 40′ 22″ est |                |                                                                                       |             | Église Saint-Laurent de Champignol-lez-Mondeville                         |
| Église de l'Assomption de Champigny-sur-Aube                              | Champigny-sur-Aube           |         | 48° 33′ 31″ nord, 4° 04′ 01″ est |                |                                                                                       |             | Image manquante Téléverser                                                |
| Église de la Nativité-de-la-Vierge de Channes                             | Channes                      |         | 47° 56′ 20″ nord, 4° 15′ 03″ est |                |                                                                                       |             | Image manquante Téléverser                                                |
| Église Saint-Jean-Baptiste de Chaource                                    | Chaource                     |         | 48° 03′ 29″ nord, 4° 08′ 12″ est | « PA00078072 » | Classé MH                                                                             | 1840        | Église Saint-Jean-Baptiste de Chaource                                    |
| Église Saint-Pierre-ès-Liens de Chapelle-Vallon                           | Chapelle-Vallon              |         | 48° 26′ 07″ nord, 4° 02′ 24″ est | « PA00078074 » | Classé MH                                                                             | 1987        | Église Saint-Pierre-ès-Liens de Chapelle-Vallon                           |
| Église Saint-Loup de Chappes                                              | Chappes                      |         | 48° 10′ 00″ nord, 4° 14′ 45″ est | « PA00078075 » | Classé MH                                                                             | 1840        | Église Saint-Loup de Chappes                                              |
| Église Saint-Symphorien de Charmont-sous-Barbuise                         | Charmont-sous-Barbuise       |         | 48° 24′ 41″ nord, 4° 10′ 11″ est | « PA00078077 » | Classé MH                                                                             | 1928        | Église Saint-Symphorien de Charmont-sous-Barbuise                         |
| Église de l'Assomption-de-la-Vierge de Fontaine-Luyères                   | Charmont-sous-Barbuise       |         | 48° 23′ 57″ nord, 4° 11′ 10″ est | « PA00078078 » | Inscrit MH                                                                            | 1972        | Image manquante Téléverser                                                |
| Église Saint-Nicolas de Charmoy                                           | Charmoy                      |         | 48° 24′ 07″ nord, 3° 35′ 21″ est |                |                                                                                       |             | Image manquante Téléverser                                                |
| Église Saint-Étienne de Charny-le-Bachot                                  | Charny-le-Bachot             |         | 48° 33′ 08″ nord, 3° 56′ 39″ est |                |                                                                                       |             | Image manquante Téléverser                                                |
| Église Saint-Edme de Chaserey                                             | Chaserey                     |         | 47° 57′ 28″ nord, 4° 04′ 03″ est |                |                                                                                       |             | Image manquante Téléverser                                                |
| Église de la Nativité de Notre-Dame de Chauchigny                         | Chauchigny                   |         | 48° 25′ 21″ nord, 3° 58′ 07″ est |                |                                                                                       |             | Image manquante Téléverser                                                |
| Église Saint-Léger de Chaudrey                                            | Chaudrey                     |         | 48° 30′ 11″ nord, 4° 16′ 35″ est |                |                                                                                       |             | Image manquante Téléverser                                                |
| Église Saint-Marcel-et-Notre-Dame-de-l'Assomption de Chauffour-lès-Bailly | Chauffour-lès-Bailly         |         | 48° 11′ 48″ nord, 4° 19′ 45″ est | « PA00078079 » | Inscrit MH                                                                            | 1926        | Église Saint-Marcel-et-Notre-Dame-de-l'Assomption de Chauffour-lès-Bailly |
| Église Saint-Louvent de Chaumesnil                                        | Chaumesnil                   |         | 48° 21′ 33″ nord, 4° 35′ 48″ est |                |                                                                                       |             | Église Saint-Louvent de Chaumesnil                                        |
| Église Saint-Gengoul de Chasséricourt                                     | Chavanges                    |         | 48° 31′ 46″ nord, 4° 34′ 11″ est | « PA00078081 » | Inscrit MH                                                                            | 1988        | Église Saint-Gengoul de Chasséricourt                                     |
| Église Saint-Georges de Chavanges                                         | Chavanges                    |         | 48° 30′ 29″ nord, 4° 34′ 24″ est | « PA00078080 » | Classé MH                                                                             | 1907        | Église Saint-Georges de Chavanges                                         |
| Église Saint-Martin de Chennegy                                           | Chennegy                     |         | 48° 13′ 28″ nord, 3° 51′ 17″ est | « PA00078320 » | Inscrit MH                                                                            | 1990        | Église Saint-Martin de Chennegy                                           |
| Église Saint-Victor de Chervey                                            | Chervey                      |         | 48° 07′ 28″ nord, 4° 29′ 31″ est | « PA00078083 » | Classé MH                                                                             | 1987        | Église Saint-Victor de Chervey                                            |
| Église Saint-Didier de Chesley                                            | Chesley                      |         | 47° 58′ 37″ nord, 4° 06′ 56″ est |                |                                                                                       |             | Image manquante Téléverser                                                |
| Église Notre-Dame-de-l'Assomption de Chessy-les-Prés                      | Chessy-les-Prés              |         | 48° 01′ 34″ nord, 3° 54′ 47″ est | « PA00078084 » | Inscrit MH                                                                            | 1925        | Église Notre-Dame-de-l'Assomption de Chessy-les-Prés                      |
| Église Saint-Rémy de Châtres                                              | Châtres                      |         | 48° 30′ 06″ nord, 3° 51′ 10″ est |                |                                                                                       |             | Image manquante Téléverser                                                |
| Église Saint-Pierre-aux-Liens de Clérey                                   | Clérey                       |         | 48° 12′ 30″ nord, 4° 11′ 28″ est | « PA00078085 » | Inscrit MH                                                                            | 1926        | Église Saint-Pierre-aux-Liens de Clérey                                   |
| Église Saint-Maurice de Coclois                                           | Coclois                      |         | 48° 28′ 31″ nord, 4° 20′ 19″ est | « PA00078086 » | Inscrit MH                                                                            | 1926        | Église Saint-Maurice de Coclois                                           |
| Église Saint-Louvent de Colombé-la-Fosse                                  | Colombé-la-Fosse             |         | 48° 15′ 52″ nord, 4° 47′ 26″ est | « PA00078088 » | Inscrit MH                                                                            | 1987        | Image manquante Téléverser                                                |
| Église Saint-Martin de Colombé-le-Sec                                     | Colombé-le-Sec               |         | 48° 15′ 19″ nord, 4° 47′ 48″ est | « PA00078090 » | Inscrit MH Porte du 12s                                                               | 1926        | Église Saint-Martin de Colombé-le-Sec                                     |
| Église Saint-Joseph de Cormost                                            | Cormost                      |         | 48° 10′ 05″ nord, 4° 08′ 09″ est |                |                                                                                       |             | Image manquante Téléverser                                                |
| Église Saint-Clément de Courcelles-sur-Voire                              | Courcelles-sur-Voire         |         | 48° 28′ 24″ nord, 4° 32′ 37″ est |                |                                                                                       |             | Image manquante Téléverser                                                |
| Église Saints-Pierre-et-Paul de Courceroy                                 | Courceroy                    |         | 48° 27′ 52″ nord, 3° 24′ 51″ est |                |                                                                                       |             | Église Saints-Pierre-et-Paul de Courceroy                                 |
| Église Saint-Martin de Coursan-en-Othe                                    | Coursan-en-Othe              |         | 48° 04′ 19″ nord, 3° 50′ 23″ est |                |                                                                                       |             | Église Saint-Martin de Coursan-en-Othe                                    |
| Église Notre-Dame de Courtaoult                                           | Courtaoult                   |         | 48° 01′ 28″ nord, 3° 51′ 40″ est | « PA00078091 » | Inscrit MH Transept et chœur                                                          | 1926        | Église Notre-Dame de Courtaoult                                           |
| Église Saint-Pierre-ès-Liens de Courtenot                                 | Courtenot                    |         | 48° 08′ 55″ nord, 4° 18′ 09″ est | « PA00078092 » | Inscrit MH                                                                            | 1926        | Église Saint-Pierre-ès-Liens de Courtenot                                 |
| Église de la Nativité-de-Notre-Dame de Courteranges                       | Courteranges                 |         | 48° 16′ 08″ nord, 4° 14′ 16″ est |                |                                                                                       |             | Église de la Nativité-de-Notre-Dame de Courteranges                       |
| Église Saint-Lambert de Courteron                                         | Courteron                    |         | 48° 01′ 13″ nord, 4° 26′ 41″ est |                |                                                                                       |             | Église Saint-Lambert de Courteron                                         |
| Église de l'Assomption de Coussegrey                                      | Coussegrey                   |         | 47° 57′ 11″ nord, 4° 00′ 57″ est |                |                                                                                       |             | Église de l'Assomption de Coussegrey                                      |
| Église Saint-Martin de Couvignon                                          | Couvignon                    |         | 48° 12′ 26″ nord, 4° 39′ 03″ est |                |                                                                                       |             | Église Saint-Martin de Couvignon                                          |
| Église Saint-Loup de Troyes de Crancey                                    | Crancey                      |         | 48° 31′ 02″ nord, 3° 38′ 19″ est |                |                                                                                       |             | Image manquante Téléverser                                                |
| Église Saint-Aventin de Creney-près-Troyes                                | Creney-près-Troyes           |         | 48° 19′ 59″ nord, 4° 07′ 38″ est | « PA00078094 » | Classé MH                                                                             | 1907        | Église Saint-Aventin de Creney-près-Troyes                                |
| Église de la Nativité-de-Notre-Dame de Crespy-le-Neuf                     | Crespy-le-Neuf               |         | 48° 23′ 58″ nord, 4° 35′ 39″ est |                |                                                                                       |             | Église de la Nativité-de-Notre-Dame de Crespy-le-Neuf                     |
| Église Saint-Sébastien de Crésantignes                                    | Crésantignes                 |         | 48° 08′ 30″ nord, 4° 00′ 59″ est |                |                                                                                       |             | Église Saint-Sébastien de Crésantignes                                    |
| Église Saint-Maurice de Cunfin                                            | Cunfin                       |         | 48° 02′ 27″ nord, 4° 40′ 05″ est |                |                                                                                       |             | Église Saint-Maurice de Cunfin                                            |
| Église Saint-Léger de Cussangy                                            | Cussangy                     |         | 48° 00′ 47″ nord, 4° 06′ 11″ est | « PA00078095 » | Inscrit MH                                                                            | 1926        | Église Saint-Léger de Cussangy                                            |
| Église Saint-Pierre-et-Saint-Paul de Dampierre                            | Dampierre                    |         | 48° 33′ 04″ nord, 4° 22′ 02″ est | « PA00078097 » | Classé MH                                                                             | 1913        | Église Saint-Pierre-et-Saint-Paul de Dampierre                            |
| Église de l'Assomption de Davrey                                          | Davrey                       |         | 48° 03′ 08″ nord, 3° 56′ 49″ est |                |                                                                                       |             | Église de l'Assomption de Davrey                                          |
| Église Saint-Quentin de Dienville                                         | Dienville                    |         | 48° 20′ 57″ nord, 4° 31′ 55″ est | « PA00078099 » | Classé MH                                                                             | 1907        | Église Saint-Quentin de Dienville                                         |
| Église Saint-Julien-de-Brioude de Dierrey-Saint-Julien                    | Dierrey-Saint-Julien         |         | 48° 18′ 42″ nord, 3° 49′ 48″ est |                |                                                                                       |             | Image manquante Téléverser                                                |
| Église Saint-Pierre aux Liens de Dierrey-Saint-Pierre                     | Dierrey-Saint-Pierre         |         | 48° 19′ 40″ nord, 3° 49′ 36″ est |                |                                                                                       |             | Image manquante Téléverser                                                |
| Église Saint-Léger de Dolancourt                                          | Dolancourt                   |         | 48° 15′ 59″ nord, 4° 37′ 02″ est |                |                                                                                       |             | Église Saint-Léger de Dolancourt                                          |
| Église Saint-Martin de Dommartin-le-Coq                                   | Dommartin-le-Coq             |         | 48° 30′ 03″ nord, 4° 21′ 21″ est |                |                                                                                       |             | Image manquante Téléverser                                                |
| Église Saint-Amand de Donnement                                           | Donnement                    |         | 48° 30′ 45″ nord, 4° 26′ 12″ est | « PA00078100 » | Inscrit MH                                                                            | 1987        | Église Saint-Amand de Donnement                                           |
| Église Saint-Jean Baptiste de Dosches                                     | Dosches                      |         | 48° 19′ 16″ nord, 4° 15′ 06″ est |                |                                                                                       |             | Église Saint-Jean Baptiste de Dosches                                     |
| Église Saint-Pierre-ès-Liens de Rosson                                    | Dosches                      |         | 48° 19′ 52″ nord, 4° 15′ 28″ est |                |                                                                                       |             | Église Saint-Pierre-ès-Liens de Rosson                                    |
| Église Saint-Pierre de Dosnon                                             | Dosnon                       |         | 48° 36′ 39″ nord, 4° 13′ 45″ est |                |                                                                                       |             | Image manquante Téléverser                                                |
| Église Saint-Léonard-et-Saint-Basle de Droupt-Saint-Basle                 | Droupt-Saint-Basle           |         | 48° 28′ 44″ nord, 3° 56′ 17″ est | « PA00078102 » | Inscrit MH                                                                            | 1986        | Église Saint-Léonard-et-Saint-Basle de Droupt-Saint-Basle                 |
| Église de la Nativité-de-la-Vierge de Droupt-Sainte-Marie                 | Droupt-Sainte-Marie          |         | 48° 29′ 39″ nord, 3° 55′ 26″ est | « PA00078103 » | Inscrit MH                                                                            | 1937        | Église de la Nativité-de-la-Vierge de Droupt-Sainte-Marie                 |
| Église Notre-Dame-de-la-Nativité d'Eaux-Puiseaux                          | Eaux-Puiseaux                |         | 48° 07′ 10″ nord, 3° 53′ 20″ est |                |                                                                                       |             | Église Notre-Dame-de-la-Nativité d'Eaux-Puiseaux                          |
| Église Saint-Martin d'Engente                                             | Engente                      |         | 48° 16′ 09″ nord, 4° 45′ 17″ est |                |                                                                                       |             | Image manquante Téléverser                                                |
| Église Saint-Pierre-ès-Liens d'Ervy-le-Châtel                             | Ervy-le-Châtel               |         | 48° 02′ 26″ nord, 3° 54′ 44″ est | « PA00078105 » | Classé MH                                                                             | 1914        | Église Saint-Pierre-ès-Liens d'Ervy-le-Châtel                             |
| Église Saint-Rémy d'Essoyes                                               | Essoyes                      |         | 48° 03′ 28″ nord, 4° 32′ 06″ est |                |                                                                                       |             | Église Saint-Rémy d'Essoyes                                               |
| Église Saint-Loup de Thuisy                                               | Estissac                     |         | 48° 15′ 25″ nord, 3° 49′ 10″ est | « PA00078109 » | Classé MH                                                                             | 1986        | Église Saint-Loup de Thuisy                                               |
| Église Saint-Liébault d'Estissac                                          | Estissac                     |         | 48° 16′ 00″ nord, 3° 48′ 29″ est |                |                                                                                       |             | Église Saint-Liébault d'Estissac                                          |
| Église Saint-Martin de Faux-Villecerf                                     | Faux-Villecerf               |         | 48° 19′ 55″ nord, 3° 44′ 24″ est |                |                                                                                       |             | Église Saint-Martin de Faux-Villecerf                                     |
| Église Saint-Privat de Fay-lès-Marcilly                                   | Fay-lès-Marcilly             |         | 48° 24′ 19″ nord, 3° 36′ 00″ est |                |                                                                                       |             | Église Saint-Privat de Fay-lès-Marcilly                                   |
| Église de la Nativité-de-Notre-Dame de Fays-la-Chapelle                   | Fays-la-Chapelle             |         | 48° 07′ 47″ nord, 4° 01′ 08″ est |                |                                                                                       |             | Église de la Nativité-de-Notre-Dame de Fays-la-Chapelle                   |
| Église Saint-Loup de Sens de Ferreux-Quincey                              | Ferreux-Quincey              |         | 48° 27′ 00″ nord, 3° 36′ 41″ est |                |                                                                                       |             | Église Saint-Loup de Sens de Ferreux-Quincey                              |
| Église Saint-Martin de Quincey                                            | Ferreux-Quincey              |         | 48° 28′ 07″ nord, 3° 35′ 15″ est |                |                                                                                       |             | Église Saint-Martin de Quincey                                            |
| Église Saint-Benoît de Feuges                                             | Feuges                       |         | 48° 23′ 48″ nord, 4° 06′ 22″ est | « PA00078112 » | Inscrit MH                                                                            | 1972        | Église Saint-Benoît de Feuges                                             |
| Église de la Nativité-de-Notre-Dame de Fontaine                           | Fontaine                     |         | 48° 12′ 46″ nord, 4° 43′ 01″ est |                |                                                                                       |             | Image manquante Téléverser                                                |
| Église Notre-Dame de la Nativité de Fontaine-Mâcon                        | Fontaine-Mâcon               |         | 48° 27′ 49″ nord, 3° 30′ 38″ est |                |                                                                                       |             | Église Notre-Dame de la Nativité de Fontaine-Mâcon                        |
| Église Sainte-Agnès de Fontaine-les-Grès                                  | Fontaine-les-Grès            |         | 48° 25′ 38″ nord, 3° 55′ 02″ est | « PA10000027 » | Inscrit MH                                                                            | 2010        | Image manquante Téléverser                                                |
| Église Saint-Nicolas de Fontaine-les-Grès                                 | Fontaine-les-Grès            |         | 48° 25′ 14″ nord, 3° 54′ 16″ est |                |                                                                                       |             | Église Saint-Nicolas de Fontaine-les-Grès                                 |
| Église Saint-Jean Baptiste de Fontenay-de-Bossery                         | Fontenay-de-Bossery          |         | 48° 27′ 13″ nord, 3° 27′ 23″ est |                |                                                                                       |             | Église Saint-Jean Baptiste de Fontenay-de-Bossery                         |
| Église Saint-Corneille-et-Saint-Cyprien de Fontette                       | Fontette                     |         | 48° 05′ 00″ nord, 4° 36′ 37″ est |                |                                                                                       |             | Image manquante Téléverser                                                |
| Église Saint-Alban de Fontvannes                                          | Fontvannes                   |         | 48° 16′ 44″ nord, 3° 52′ 26″ est |                |                                                                                       |             | Église Saint-Alban de Fontvannes                                          |
| Église de la Nativité-de-la-Sainte-Vierge de Fouchères                    | Fouchères                    |         | 48° 09′ 13″ nord, 4° 16′ 02″ est | « PA00078116 » | Classé MH                                                                             | 1840        | Église de la Nativité-de-la-Sainte-Vierge de Fouchères                    |
| Église Saint-Parre de Fralignes                                           | Fralignes                    |         | 48° 09′ 51″ nord, 4° 22′ 27″ est |                |                                                                                       |             | Église Saint-Parre de Fralignes                                           |
| Église Saint-Laurent de Fravaux                                           | Fravaux                      |         | 48° 14′ 16″ nord, 4° 38′ 11″ est |                |                                                                                       |             | Église Saint-Laurent de Fravaux                                           |
| Église Saints-Pierre-et-Paul de Fresnay                                   | Fresnay                      |         | 48° 18′ 53″ nord, 4° 45′ 00″ est |                |                                                                                       |             | Image manquante Téléverser                                                |
| Église de l'Assomption de Fresnoy-le-Château                              | Fresnoy-le-Château           |         | 48° 12′ 32″ nord, 4° 13′ 26″ est |                |                                                                                       |             | Église de l'Assomption de Fresnoy-le-Château                              |
| Église Saint-Laurent de Fuligny                                           | Fuligny                      |         | 48° 19′ 54″ nord, 4° 42′ 23″ est |                |                                                                                       |             | Église Saint-Laurent de Fuligny                                           |
| Église Saint-Martin de Grandville                                         | Grandville                   |         | 48° 35′ 50″ nord, 4° 13′ 53″ est | « PA00078119 » | Classé MH Chœur et transept                                                           | 1913        | Église Saint-Martin de Grandville                                         |
| Église Saint-Sévère de Gumery                                             | Gumery                       |         | 48° 26′ 43″ nord, 3° 25′ 41″ est |                |                                                                                       |             | Église Saint-Sévère de Gumery                                             |
| Église Saint-Germain de Gyé-sur-Seine                                     | Gyé-sur-Seine                |         | 48° 01′ 45″ nord, 3° 25′ 37″ est |                |                                                                                       |             | Image manquante Téléverser                                                |
| Église Saint-Barthélémy de Gélannes                                       | Gélannes                     |         | 48° 29′ 02″ nord, 3° 40′ 24″ est |                |                                                                                       |             | Église Saint-Barthélémy de Gélannes                                       |
| Église de Géraudot                                                        | Géraudot                     |         | 48° 18′ 27″ nord, 4° 19′ 20″ est | « PA10000033 » | Inscrit MH                                                                            | 2015        | Église de Géraudot                                                        |
| Église Saint-Nicolas d'Hampigny                                           | Hampigny                     |         | 48° 27′ 19″ nord, 4° 35′ 25″ est | « PA00078120 » | Classé MH                                                                             | 1995        | Église Saint-Nicolas d'Hampigny                                           |
| Église de l'Assomption d'Herbisse                                         | Herbisse                     |         | 48° 37′ 24″ nord, 4° 06′ 50″ est | « PA00078121 » | Classé MH                                                                             | 1989        | Église de l'Assomption d'Herbisse                                         |
| Église Saint-Martin d'Isle-Aubigny                                        | Isle-Aubigny                 |         | 48° 31′ 27″ nord, 4° 16′ 02″ est | « PA10000025 » | Inscrit MH                                                                            | 2009        | Église Saint-Martin d'Isle-Aubigny                                        |
| Église Saint-Fiacre d'Aubigny                                             | Isle-Aubigny                 |         | 48° 31′ 43″ nord, 4° 15′ 05″ est |                |                                                                                       |             | Image manquante Téléverser                                                |
| Église Saint-Pierre de l'Isle-Aumont                                      | Isle-Aumont                  |         | 48° 12′ 43″ nord, 4° 07′ 33″ est | « PA00078122 » | Classé MH                                                                             | 1967        | Église Saint-Pierre de l'Isle-Aumont                                      |
| Église Saint-Pierre-aux-Liens de Jasseines                                | Jasseines                    |         | 48° 30′ 04″ nord, 4° 23′ 10″ est |                |                                                                                       |             | Église Saint-Pierre-aux-Liens de Jasseines                                |
| Église Saint-Martin de Jaucourt                                           | Jaucourt                     |         | 48° 15′ 30″ nord, 4° 38′ 47″ est |                |                                                                                       |             | Église Saint-Martin de Jaucourt                                           |
| Église de l'Assomption de Javernant                                       | Javernant                    |         | 48° 09′ 40″ nord, 4° 00′ 01″ est | « PA00078123 » | Inscrit MH                                                                            | 1926        | Église de l'Assomption de Javernant                                       |
| Église Saint-Pierre-aux-Liens de Jessains                                 | Jessains                     |         | 48° 17′ 50″ nord, 4° 34′ 41″ est |                |                                                                                       |             | Église Saint-Pierre-aux-Liens de Jessains                                 |
| Église Saint-Barthélémy de Jeugny                                         | Jeugny                       |         | 48° 07′ 50″ nord, 4° 02′ 18″ est |                |                                                                                       |             | Église Saint-Barthélémy de Jeugny                                         |
| Église Saint-Pierre-ès-Liens de Joncreuil                                 | Joncreuil                    |         | 48° 31′ 20″ nord, 4° 36′ 49″ est | « PA00078125 » | Inscrit MH                                                                            | 1988        | Église Saint-Pierre-ès-Liens de Joncreuil                                 |
| Église Saint-Louis de Jully-sur-Sarce                                     | Jully-sur-Sarce              |         | 48° 06′ 29″ nord, 4° 18′ 22″ est | « PA00078126 » | Inscrit MH Porche                                                                     | 1926        | Église Saint-Louis de Jully-sur-Sarce                                     |
| Église Saint-Antoine de Juvancourt                                        | Juvancourt                   |         | 48° 06′ 51″ nord, 4° 48′ 01″ est |                |                                                                                       |             | Image manquante Téléverser                                                |
| Église Saint-Gengoult de Juvanzé                                          | Juvanzé                      |         | 48° 19′ 02″ nord, 4° 33′ 46″ est | « PA10000019 » | Inscrit MH                                                                            | 2003        | Église Saint-Gengoult de Juvanzé                                          |
| Église Saint-Martin de Juzanvigny                                         | Juzanvigny                   |         | 48° 24′ 50″ nord, 4° 35′ 17″ est |                |                                                                                       |             | Église Saint-Martin de Juzanvigny                                         |
| Église Saint-Berchaire de La Chaise                                       | La Chaise                    |         | 48° 21′ 32″ nord, 4° 39′ 22″ est |                |                                                                                       |             | Église Saint-Berchaire de La Chaise                                       |
| Église Saint-Luc de La Chapelle-Saint-Luc                                 | La Chapelle-Saint-Luc        |         | 48° 19′ 26″ nord, 4° 02′ 50″ est | « PA00078073 » | Classé MH                                                                             | 1907        | Église Saint-Luc de La Chapelle-Saint-Luc                                 |
| Église du Sacré-Cœur de La Chapelle-Saint-Luc                             | La Chapelle-Saint-Luc        |         | 48° 18′ 42″ nord, 4° 02′ 42″ est |                |                                                                                       |             | Image manquante Téléverser                                                |
| Église Saint-Thomas-de-Cantorbéry de La Loge-Pomblin                      | La Loge-Pomblin              |         | 48° 03′ 17″ nord, 4° 02′ 06″ est |                |                                                                                       |             | Image manquante Téléverser                                                |
| Église Saint-Antoine de La Loge-aux-Chèvres                               | La Loge-aux-Chèvres          |         | 48° 16′ 16″ nord, 4° 24′ 43″ est |                |                                                                                       |             | Église Saint-Antoine de La Loge-aux-Chèvres                               |
| Église Saint-Jean-de-la-Porte-Latine de La Louptière-Thénard              | La Louptière-Thénard         |         | 48° 23′ 17″ nord, 3° 26′ 07″ est | « PA00078141 » | Inscrit MH                                                                            | 1948        | Église Saint-Jean-de-la-Porte-Latine de La Louptière-Thénard              |
| Église Saint-Jacques-le-Majeur de Plessis-Gatebled                        | La Louptière-Thénard         |         | 48° 22′ 41″ nord, 3° 26′ 18″ est |                |                                                                                       |             | Église Saint-Jacques-le-Majeur de Plessis-Gatebled                        |
| Église Saint-Pierre-Saint-Paul de La Motte-Tilly                          | La Motte-Tilly               |         | 48° 28′ 25″ nord, 3° 26′ 22″ est | « PA00078163 » | Inscrit MH                                                                            | 1962        | Église Saint-Pierre-Saint-Paul de La Motte-Tilly                          |
| Église Sainte-Thérèse-de-l'Enfant-Jésus de La Rivière-de-Corps            | La Rivière-de-Corps          |         | 48° 17′ 15″ nord, 4° 01′ 50″ est |                |                                                                                       |             | Église Sainte-Thérèse-de-l'Enfant-Jésus de La Rivière-de-Corps            |
| Église de la Nativité-de-Notre-Dame de La Rothière                        | La Rothière                  |         | 48° 20′ 45″ nord, 4° 33′ 35″ est |                |                                                                                       |             | Église de la Nativité-de-Notre-Dame de La Rothière                        |
| Église Saint-Ferréol de La Saulsotte                                      | La Saulsotte                 |         | 48° 32′ 20″ nord, 3° 29′ 44″ est | « PA00078323 » | Inscrit MH                                                                            | 1990        | Église Saint-Ferréol de La Saulsotte                                      |
| Église de l'Assomption de La Ville-aux-Bois                               | La Ville-aux-Bois            |         | 48° 24′ 23″ nord, 4° 41′ 28″ est | « PA00078301 » | Classé MH                                                                             | 1984        | Église de l'Assomption de La Ville-aux-Bois                               |
| Église de l'Assomption-de-la-Vierge de La Villeneuve-au-Châtelot          | La Villeneuve-au-Châtelot    |         | 48° 33′ 01″ nord, 3° 36′ 43″ est | « PA00078309 » | Inscrit MH                                                                            | 1926        | Église de l'Assomption-de-la-Vierge de La Villeneuve-au-Châtelot          |
| Église Saint-Nicolas de La Villeneuve-au-Chêne                            | La Villeneuve-au-Chêne       |         | 48° 14′ 20″ nord, 4° 23′ 15″ est |                |                                                                                       |             | Église Saint-Nicolas de La Villeneuve-au-Chêne                            |
| Église Saint-Martin de Lagesse                                            | Lagesse                      |         | 48° 01′ 17″ nord, 4° 07′ 58″ est |                |                                                                                       |             | Image manquante Téléverser                                                |
| Église Saint-Pierre-ès-Liens de Laines-aux-Bois                           | Laines-aux-Bois              |         | 48° 14′ 06″ nord, 3° 59′ 37″ est | « PA00078128 » | Classé MH Portail                                                                     | 1955        | Église Saint-Pierre-ès-Liens de Laines-aux-Bois                           |
| Église de l'Assomption-de-la-Vierge de Landreville                        | Landreville                  |         | 48° 04′ 25″ nord, 4° 28′ 13″ est | « PA00078129 » | Classé MH                                                                             | 1989        | Église de l'Assomption-de-la-Vierge de Landreville                        |
| Église Saint-Valentin de Lantages                                         | Lantages                     |         | 48° 04′ 21″ nord, 4° 12′ 50″ est |                |                                                                                       |             | Église Saint-Valentin de Lantages                                         |
| Église Saint-Pierre aux Liens de Lassicourt                               | Lassicourt                   |         | 48° 26′ 33″ nord, 4° 29′ 18″ est |                |                                                                                       |             | Image manquante Téléverser                                                |
| Église Notre-Dame-de-l'Assomption de Laubressel                           | Laubressel                   |         | 48° 17′ 54″ nord, 4° 12′ 50″ est | « PA10000022 » | Inscrit MH                                                                            | 2006        | Église Notre-Dame-de-l'Assomption de Laubressel                           |
| Église Saint-Pierre-aux-Liens du Chêne                                    | Le Chêne                     |         | 48° 32′ 54″ nord, 4° 10′ 37″ est |                |                                                                                       |             | Image manquante Téléverser                                                |
| Église Saints-Pierre-et-Paul du Mériot                                    | Le Mériot                    |         | 48° 30′ 15″ nord, 3° 26′ 23″ est |                |                                                                                       |             | Église Saints-Pierre-et-Paul du Mériot                                    |
| Église de la Nativité-de-Notre-Dame du Pavillon-Sainte-Julie              | Le Pavillon-Sainte-Julie     |         | 48° 22′ 12″ nord, 3° 53′ 57″ est |                |                                                                                       |             | Église de la Nativité-de-Notre-Dame du Pavillon-Sainte-Julie              |
| Église Saint-Jacques-et-Saint-Philippe de Lentilles                       | Lentilles                    |         | 48° 29′ 01″ nord, 4° 36′ 39″ est | « PA00078131 » | Classé MH                                                                             | 1933        | Église Saint-Jacques-et-Saint-Philippe de Lentilles                       |
| Église Saint-Sébastien des Croûtes                                        | Les Croûtes                  |         | 47° 59′ 48″ nord, 3° 51′ 52″ est |                |                                                                                       |             | Église Saint-Sébastien des Croûtes                                        |
| Église Saint-Pierre-Saint-Paul des Grandes-Chapelles                      | Les Grandes-Chapelles        |         | 48° 27′ 53″ nord, 4° 01′ 03″ est | « PA00078118 » | Classé MH                                                                             | 1990        | Église Saint-Pierre-Saint-Paul des Grandes-Chapelles                      |
| Église Saint-Sébastien des Granges                                        | Les Granges                  |         | 48° 03′ 30″ nord, 4° 03′ 13″ est |                |                                                                                       |             | Image manquante Téléverser                                                |
| Église Saint-Robert des Loges-Margueron                                   | Les Loges-Margueron          |         | 48° 05′ 13″ nord, 4° 06′ 43″ est |                |                                                                                       |             | Image manquante Téléverser                                                |
| Église de la Nativité-de-la-Vierge des Noës-près-Troyes                   | Les Noës-près-Troyes         |         | 48° 18′ 06″ nord, 4° 02′ 31″ est | « PA00078169 » | Classé MH                                                                             | 1907        | Église de la Nativité-de-la-Vierge des Noës-près-Troyes                   |
| Église Saint-Jean-Baptiste de Ricey-Haute-Rive                            | Les Riceys                   |         | 48° 59′ 38″ nord, 4° 22′ 10″ est | « PA00078200 » | Classé MH                                                                             | 1919        | Église Saint-Jean-Baptiste de Ricey-Haute-Rive                            |
| Église Saint-Pierre-ès-Liens de Ricey-Bas                                 | Les Riceys                   |         | 48° 00′ 17″ nord, 4° 22′ 08″ est | « PA00078199 » | Classé MH                                                                             | 1840        | Église Saint-Pierre-ès-Liens de Ricey-Bas                                 |
| Église Saint-Vincent de Ricey-Haut                                        | Les Riceys                   |         | 47° 59′ 10″ nord, 4° 21′ 55″ est | « PA00078201 » | Classé MH                                                                             | 1913        | Église Saint-Vincent de Ricey-Haut                                        |
| Église Saint-Pierre-ès-Liens de Lesmont                                   | Lesmont                      |         | 48° 25′ 38″ nord, 4° 24′ 50″ est | « PA00078132 » | Inscrit MH                                                                            | 1982        | Église Saint-Pierre-ès-Liens de Lesmont                                   |
| Église Sainte-Tanche de Lhuître                                           | Lhuître                      |         | 48° 34′ 15″ nord, 4° 14′ 57″ est | « PA00078137 » | Classé MH                                                                             | 1862        | Église Sainte-Tanche de Lhuître                                           |
| Église Saint-Martin de Lignières                                          | Lignières                    |         | 47° 57′ 04″ nord, 3° 58′ 01″ est | « PA00078138 » | Inscrit MH Eglise (à l'exception du portail classé) ; Classé MH Portail               | 1925 ; 1938 | Église Saint-Martin de Lignières                                          |
| Église Saint-Sylvestre de Lignol-le-Château                               | Lignol-le-Château            |         | 48° 13′ 24″ nord, 4° 48′ 32″ est |                |                                                                                       |             | Église Saint-Sylvestre de Lignol-le-Château                               |
| Église de l'Annonciation de Lirey                                         | Lirey                        |         | 48° 09′ 25″ nord, 4° 03′ 02″ est |                |                                                                                       |             | Image manquante Téléverser                                                |
| Église collégiale de Lirey                                                | Lirey                        |         | à géolocaliser                   |                |                                                                                       |             | Image manquante Téléverser                                                |
| Église Saints-Pierre-et-Paul de Loches-sur-Ource                          | Loches-sur-Ource             |         | 48° 03′ 51″ nord, 4° 30′ 11″ est |                |                                                                                       |             | Image manquante Téléverser                                                |
| Église Saint-Laurent de Longchamp-sur-Aujon                               | Longchamp-sur-Aujon          |         | 48° 09′ 00″ nord, 4° 49′ 57″ est |                |                                                                                       |             | Église Saint-Laurent de Longchamp-sur-Aujon                               |
| Église Saint-Pierre de Longpré-le-Sec                                     | Longpré-le-Sec               |         | 48° 11′ 13″ nord, 4° 31′ 26″ est | « PA00078139 » | Inscrit MH                                                                            | 1987        | Église Saint-Pierre de Longpré-le-Sec                                     |
| Église Saint-Julien-l'Hospitalier-et-Saint-Blaise de Longsols             | Longsols                     |         | 48° 25′ 50″ nord, 4° 17′ 19″ est | « PA00078140 » | Inscrit MH                                                                            | 1926        | Église Saint-Julien-l'Hospitalier-et-Saint-Blaise de Longsols             |
| Église Saint-Pierre de Longueville-sur-Aube                               | Longueville-sur-Aube         |         | 48° 33′ 18″ nord, 3° 54′ 49″ est |                |                                                                                       |             | Image manquante Téléverser                                                |
| Église Saint-Martin de Lusigny-sur-Barse                                  | Lusigny-sur-Barse            |         | 48° 15′ 19″ nord, 4° 16′ 05″ est |                |                                                                                       |             | Église Saint-Martin de Lusigny-sur-Barse                                  |
| Église Saint-Julien de Luyères                                            | Luyères                      |         | 48° 22′ 54″ nord, 4° 11′ 44″ est | « PA00078142 » | Classé MH                                                                             | 1958        | Église Saint-Julien de Luyères                                            |
| Église de l'Assomption de Lévigny                                         | Lévigny                      |         | 48° 18′ 04″ nord, 4° 42′ 27″ est |                |                                                                                       |             | Église de l'Assomption de Lévigny                                         |
| Église Saint-Martin de Macey                                              | Macey                        |         | 48° 17′ 36″ nord, 3° 54′ 54″ est |                |                                                                                       |             | Église Saint-Martin de Macey                                              |
| Église de la Nativité de Notre-Dame de Machy                              | Machy                        |         | 48° 08′ 26″ nord, 4° 02′ 36″ est |                |                                                                                       |             | Image manquante Téléverser                                                |
| Église Saint-Julien-l'Hospitalier de Magnant                              | Magnant                      |         | 48° 10′ 06″ nord, 4° 24′ 57″ est | « PA00078143 » | Inscrit MH                                                                            | 1926        | Église Saint-Julien-l'Hospitalier de Magnant                              |
| Église Saint-Vinebaud de Magnicourt                                       | Magnicourt                   |         | 48° 27′ 05″ nord, 4° 22′ 50″ est | « PA00135306 » | Inscrit MH                                                                            | 1995        | Image manquante Téléverser                                                |
| Église Sainte-Madeleine de Magny-Fouchard                                 | Magny-Fouchard               |         | 48° 14′ 33″ nord, 4° 32′ 06″ est |                |                                                                                       |             | Église Sainte-Madeleine de Magny-Fouchard                                 |
| Église Saint-Jean-Baptiste de Mailly-le-Petit                             | Mailly-le-Camp               |         | 48° 40′ 31″ nord, 4° 11′ 34″ est | « PA00078145 » | Classé MH                                                                             | 1919        | Église Saint-Jean-Baptiste de Mailly-le-Petit                             |
| Église Saint-Martin de Mailly-le-Camp                                     | Mailly-le-Camp               |         | 48° 40′ 24″ nord, 4° 11′ 09″ est |                |                                                                                       |             | Image manquante Téléverser                                                |
| Église Sainte-Mathie de Maison-des-Champs                                 | Maison-des-Champs            |         | 48° 14′ 35″ nord, 4° 34′ 05″ est |                |                                                                                       |             | Église Sainte-Mathie de Maison-des-Champs                                 |
| Église Saint-Sébastien de Maisons-lès-Chaource                            | Maisons-lès-Chaource         |         | 48° 00′ 36″ nord, 4° 09′ 56″ est |                |                                                                                       |             | Église Saint-Sébastien de Maisons-lès-Chaource                            |
| Église Saint-Vinebaud de Maisons-lès-Soulaines                            | Maisons-lès-Soulaines        |         | 48° 17′ 23″ nord, 4° 47′ 12″ est |                |                                                                                       |             | Image manquante Téléverser                                                |
| Église Saint-Denis de Maizières-la-Grande-Paroisse                        | Maizières-la-Grande-Paroisse |         | 48° 30′ 41″ nord, 3° 47′ 12″ est |                |                                                                                       |             | Image manquante Téléverser                                                |
| Église Saint-Julien-l'Hospitalier de Maizières-lès-Brienne                | Maizières-lès-Brienne        |         | 48° 26′ 14″ nord, 4° 35′ 06″ est | « PA00078146 » | Inscrit MH                                                                            | 1926        | Église Saint-Julien-l'Hospitalier de Maizières-lès-Brienne                |
| Église Saint-Jacques le Majeur de Maraye-en-Othe                          | Maraye-en-Othe               |         | 48° 09′ 48″ nord, 3° 51′ 08″ est |                |                                                                                       |             | Église Saint-Jacques le Majeur de Maraye-en-Othe                          |
| Église Saint-Leu-de-Sens de Marcilly-le-Hayer                             | Marcilly-le-Hayer            |         | 48° 20′ 50″ nord, 3° 37′ 59″ est | « PA00078149 » | Inscrit MH                                                                            | 1977        | Église Saint-Leu-de-Sens de Marcilly-le-Hayer                             |
| Église Saint-Maurice de Marigny-le-Châtel                                 | Marigny-le-Châtel            |         | 48° 24′ 11″ nord, 3° 44′ 14″ est |                |                                                                                       |             | Église Saint-Maurice de Marigny-le-Châtel                                 |
| Église de l'Assomption de Marnay-sur-Seine                                | Marnay-sur-Seine             |         | 48° 30′ 52″ nord, 3° 33′ 28″ est | « PA00078151 » | Classé MH                                                                             | 1990        | Église de l'Assomption de Marnay-sur-Seine                                |
| Église Saint-Remy de Marolles-lès-Bailly                                  | Marolles-lès-Bailly          |         | 48° 11′ 05″ nord, 4° 20′ 53″ est |                |                                                                                       |             | Église Saint-Remy de Marolles-lès-Bailly                                  |
| Église Saint-Germain-d'Auxerre de Marolles-sous-Lignières                 | Marolles-sous-Lignières      |         | 47° 56′ 54″ nord, 3° 55′ 05″ est |                |                                                                                       |             | Image manquante Téléverser                                                |
| Église Saint-Quentin de Mathaux                                           | Mathaux                      |         | 48° 22′ 24″ nord, 4° 28′ 37″ est | « PA00078152 » | Inscrit MH                                                                            | 1982        | Église Saint-Quentin de Mathaux                                           |
| Église Saint-Sulpice de Mergey                                            | Mergey                       |         | 48° 23′ 17″ nord, 4° 00′ 15″ est | « PA00078153 » | Inscrit MH Double transept et chœur                                                   | 1951        | Église Saint-Sulpice de Mergey                                            |
| Église Saint-Pierre aux Liens de Merrey-sur-Arce                          | Merrey-sur-Arce              |         | 48° 05′ 52″ nord, 4° 23′ 20″ est |                |                                                                                       |             | Image manquante Téléverser                                                |
| Église Saint-Thibaud de Mesgrigny                                         | Mesgrigny                    |         | 48° 29′ 12″ nord, 3° 52′ 59″ est |                |                                                                                       |             | Image manquante Téléverser                                                |
| Église Saint-Pierre aux Liens de Mesnil-Lettre                            | Mesnil-Lettre                |         | 48° 27′ 17″ nord, 4° 16′ 10″ est |                |                                                                                       |             | Église Saint-Pierre aux Liens de Mesnil-Lettre                            |
| Église Saint-Loup de Sens de Mesnil-Saint-Loup                            | Mesnil-Saint-Loup            |         | 48° 18′ 17″ nord, 3° 45′ 49″ est |                |                                                                                       |             | Église Saint-Loup de Sens de Mesnil-Saint-Loup                            |
| Église Saint-Loup-de-Sens dite chapelle templière de Mesnil-Saint-Loup    | Mesnil-Saint-Loup            |         | 48° 18′ 09″ nord, 3° 45′ 49″ est |                |                                                                                       |             | Église Saint-Loup-de-Sens dite chapelle templière de Mesnil-Saint-Loup    |
| Église Saint-André de Mesnil-Saint-Père                                   | Mesnil-Saint-Père            |         | 48° 14′ 57″ nord, 4° 19′ 59″ est | « PA00078154 » | Inscrit MH                                                                            | 1982        | Église Saint-André de Mesnil-Saint-Père                                   |
| Église de l'Exaltation-de-la-Sainte-Croix de Mesnil-Sellières             | Mesnil-Sellières             |         | 48° 20′ 25″ nord, 4° 13′ 11″ est |                |                                                                                       |             | Église de l'Exaltation-de-la-Sainte-Croix de Mesnil-Sellières             |
| Église Saint-Laurent de Mesnil-la-Comtesse                                | Mesnil-la-Comtesse           |         | 48° 29′ 48″ nord, 4° 11′ 52″ est |                |                                                                                       |             | Image manquante Téléverser                                                |
| Église Saint-Pierre aux Liens de Messon                                   | Messon                       |         | 48° 15′ 58″ nord, 3° 54′ 19″ est |                |                                                                                       |             | Image manquante Téléverser                                                |
| Église de l'Assomption de Metz-Robert                                     | Metz-Robert                  |         | 48° 04′ 37″ nord, 4° 06′ 30″ est | « PA00078155 » | Inscrit MH                                                                            | 1926        | Église de l'Assomption de Metz-Robert                                     |
| Église Saint-Benoît de Meurville                                          | Meurville                    |         | 48° 12′ 08″ nord, 4° 37′ 28″ est |                |                                                                                       |             | Église Saint-Benoît de Meurville                                          |
| Église Saint-Loup de Molins-sur-Aube                                      | Molins-sur-Aube              |         | 48° 26′ 13″ nord, 4° 22′ 52″ est | « PA00078156 » | Inscrit MH Portail ouest                                                              | 1926        | Image manquante Téléverser                                                |
| Église Saint-Martin de Montaulin                                          | Montaulin                    |         | 48° 15′ 04″ nord, 4° 11′ 38″ est |                |                                                                                       |             | Église Saint-Martin de Montaulin                                          |
| Église Saint-Jean-Baptiste de Daudes                                      | Montaulin                    |         | 48° 14′ 49″ nord, 4° 10′ 42″ est |                |                                                                                       |             | Église Saint-Jean-Baptiste de Daudes                                      |
| Église Sainte-Syre de Montceaux-lès-Vaudes                                | Montceaux-lès-Vaudes         |         | 48° 09′ 45″ nord, 4° 09′ 36″ est |                |                                                                                       |             | Église Sainte-Syre de Montceaux-lès-Vaudes                                |
| Église Saint-Léger de Montfey                                             | Montfey                      |         | 48° 03′ 59″ nord, 3° 52′ 28″ est |                |                                                                                       |             | Église Saint-Léger de Montfey                                             |
| Église Sainte-Croix de Montgueux                                          | Montgueux                    |         | 48° 18′ 20″ nord, 3° 57′ 27″ est | « PA00078157 » | Inscrit MH                                                                            | 1938        | Église Sainte-Croix de Montgueux                                          |
| Église Saint-Pierre-et-Saint-Paul de Montier-en-l'Isle                    | Montier-en-l'Isle            |         | 48° 15′ 36″ nord, 4° 39′ 39″ est |                |                                                                                       |             | Église Saint-Pierre-et-Saint-Paul de Montier-en-l'Isle                    |
| Église Saint-Nicolas de Montigny-les-Monts                                | Montigny-les-Monts           |         | 48° 06′ 13″ nord, 3° 56′ 54″ est |                |                                                                                       |             | Église Saint-Nicolas de Montigny-les-Monts                                |
| Église Notre-Dame-de-l'Assomption de Montiéramey                          | Montiéramey                  |         | 48° 13′ 49″ nord, 4° 18′ 28″ est | « PA00078158 » | Classé MH                                                                             | 1840        | Église Notre-Dame-de-l'Assomption de Montiéramey                          |
| Église de la Nativité-de-Notre-Dame de Montmartin-le-Haut                 | Montmartin-le-Haut           |         | 48° 12′ 24″ nord, 4° 33′ 12″ est |                |                                                                                       |             | Église de la Nativité-de-Notre-Dame de Montmartin-le-Haut                 |
| Église de l'Assomption de Montmorency-Beaufort                            | Montmorency-Beaufort         |         | 48° 29′ 10″ nord, 4° 33′ 48″ est | « PA00078159 » | Classé MH                                                                             | 1990        | Église de l'Assomption de Montmorency-Beaufort                            |
| Église de l'Assomption de Montpothier                                     | Montpothier                  |         | 48° 34′ 17″ nord, 3° 31′ 14″ est |                |                                                                                       |             | Église de l'Assomption de Montpothier                                     |
| Église Saint-Gilles de Montreuil-sur-Barse                                | Montreuil-sur-Barse          |         | 48° 13′ 35″ nord, 4° 17′ 42″ est | « PA00078161 » | Classé MH                                                                             | 2002        | Église Saint-Gilles de Montreuil-sur-Barse                                |
| Église de la Conversion-de-Saint-Paul de Montsuzain                       | Montsuzain                   |         | 48° 26′ 40″ nord, 4° 07′ 56″ est |                |                                                                                       |             | Église de la Conversion-de-Saint-Paul de Montsuzain                       |
| Église Saint-Jean-Baptiste de Morembert                                   | Morembert                    |         | 48° 30′ 07″ nord, 4° 19′ 52″ est |                |                                                                                       |             | Église Saint-Jean-Baptiste de Morembert                                   |
| Église Saint-Laurent de Morvilliers                                       | Morvilliers                  |         | 48° 22′ 49″ nord, 4° 37′ 12″ est |                |                                                                                       |             | Église Saint-Laurent de Morvilliers                                       |
| Église Saint-Martin de Moussey                                            | Moussey                      |         | 48° 12′ 54″ nord, 4° 05′ 44″ est | « PA00078164 » | Inscrit MH                                                                            | 1926        | Église Saint-Martin de Moussey                                            |
| Église Saint-Pierre de Mussy-sur-Seine                                    | Mussy-sur-Seine              |         | 47° 58′ 44″ nord, 4° 29′ 46″ est | « PA00078166 » | Classé MH                                                                             | 1840        | Église Saint-Pierre de Mussy-sur-Seine                                    |
| Église de l'Assomption-de-la-Vierge de Méry-sur-Seine                     | Méry-sur-Seine               |         | 48° 30′ 18″ nord, 3° 53′ 13″ est |                |                                                                                       |             | Image manquante Téléverser                                                |
| Église Sainte-Jeanne-d'Arc de Méry-sur-Seine                              | Méry-sur-Seine               |         | 48° 30′ 28″ nord, 3° 53′ 26″ est |                |                                                                                       |             | Image manquante Téléverser                                                |
| Église Notre-Dame-de-la-Nativité de Neuville-sur-Seine                    | Neuville-sur-Seine           |         | 48° 02′ 29″ nord, 4° 24′ 39″ est |                |                                                                                       |             | Image manquante Téléverser                                                |
| Église Saint-Martin de Neuville-sur-Vanne                                 | Neuville-sur-Vanne           |         | 48° 15′ 21″ nord, 3° 46′ 42″ est |                |                                                                                       |             | Église Saint-Martin de Neuville-sur-Vanne                                 |
| Église de la Nativité-de-la-Vierge de Nogent-en-Othe                      | Nogent-en-Othe               |         | 48° 08′ 34″ nord, 3° 48′ 23″ est | « PA10000023 » | Inscrit MH                                                                            | 2006        | Église de la Nativité-de-la-Vierge de Nogent-en-Othe                      |
| Église Saint-Maurice de Nogent-sur-Aube                                   | Nogent-sur-Aube              |         | 48° 29′ 44″ nord, 4° 18′ 25″ est |                |                                                                                       |             | Image manquante Téléverser                                                |
| Église Saint-Laurent de Nogent-sur-Seine                                  | Nogent-sur-Seine             |         | 48° 29′ 33″ nord, 3° 29′ 56″ est | « PA00078171 » | Classé MH                                                                             | 1908        | Église Saint-Laurent de Nogent-sur-Seine                                  |
| Église Saint-Quentin de Nozay                                             | Nozay                        |         | 48° 30′ 34″ nord, 4° 05′ 50″ est |                |                                                                                       |             | Image manquante Téléverser                                                |
| Église Saint-Pierre aux Liens de Noë-les-Mallets                          | Noé-les-Mallets              |         | 48° 06′ 03″ nord, 4° 34′ 10″ est |                |                                                                                       |             | Image manquante Téléverser                                                |
| Église Saint-Parres d'Onjon                                               | Onjon                        |         | 48° 23′ 42″ nord, 4° 16′ 49″ est | « PA00078174 » | Inscrit MH                                                                            | 1987        | Église Saint-Parres d'Onjon                                               |
| Église Saint-Denis d'Origny-le-Sec                                        | Origny-le-Sec                |         | 48° 27′ 53″ nord, 3° 46′ 25″ est |                |                                                                                       |             | Image manquante Téléverser                                                |
| Église Saint-Gengoult d'Ormes                                             | Ormes                        |         | 48° 33′ 07″ nord, 4° 06′ 58″ est |                |                                                                                       |             | Église Saint-Gengoult d'Ormes                                             |
| Église Sainte-Madeleine d'Ortillon                                        | Ortillon                     |         | 48° 30′ 45″ nord, 4° 14′ 52″ est |                |                                                                                       |             | Image manquante Téléverser                                                |
| Église Saint-Julien l'Hospitalier d'Orvilliers-Saint-Julien               | Orvilliers-Saint-Julien      |         | 48° 26′ 34″ nord, 3° 49′ 37″ est |                |                                                                                       |             | Image manquante Téléverser                                                |
| Église Saint-Pierre aux Liens d'Ossey-les-Trois-Maisons                   | Ossey-les-Trois-Maisons      |         | 48° 26′ 14″ nord, 3° 44′ 41″ est |                |                                                                                       |             | Église Saint-Pierre aux Liens d'Ossey-les-Trois-Maisons                   |
| Église de la Nativité-de-la-Vierge de Pargues                             | Pargues                      |         | 48° 01′ 58″ nord, 4° 11′ 56″ est | « PA00078176 » | Classé MH                                                                             | 1988        | Église de la Nativité-de-la-Vierge de Pargues                             |
| Église Saint-Hubert de Pars-lès-Chavanges                                 | Pars-lès-Chavanges           |         | 48° 30′ 26″ nord, 4° 29′ 50″ est | « PA00078177 » | Inscrit MH                                                                            | 1988        | Église Saint-Hubert de Pars-lès-Chavanges                                 |
| Église Saint-Martin de Pars-lès-Romilly                                   | Pars-lès-Romilly             |         | 48° 29′ 06″ nord, 3° 43′ 47″ est |                |                                                                                       |             | Église Saint-Martin de Pars-lès-Romilly                                   |
| Église de l'Assomption de la Vierge de Payns                              | Payns                        |         | 48° 22′ 47″ nord, 3° 59′ 00″ est |                |                                                                                       |             | Église de l'Assomption de la Vierge de Payns                              |
| Église de l'Assomption de Pel-et-Der                                      | Pel-et-Der                   |         | 48° 24′ 13″ nord, 4° 24′ 54″ est | « PA00078322 » | Inscrit MH                                                                            | 1990        | Église de l'Assomption de Pel-et-Der                                      |
| Église Saint-Denis de Perthes-lès-Brienne                                 | Perthes-lès-Brienne          |         | 48° 25′ 52″ nord, 4° 32′ 23″ est |                |                                                                                       |             | Image manquante Téléverser                                                |
| Église Saint-Étienne de Petit-Mesnil                                      | Petit-Mesnil                 |         | 48° 20′ 57″ nord, 4° 35′ 15″ est |                |                                                                                       |             | Église Saint-Étienne de Petit-Mesnil                                      |
| Église Saint-Martin de Piney                                              | Piney                        |         | 48° 21′ 44″ nord, 4° 20′ 01″ est |                |                                                                                       |             | Église Saint-Martin de Piney                                              |
| Église Saint-Didier de Villiers-le-Brûlé                                  | Piney                        |         | 48° 21′ 46″ nord, 4° 21′ 32″ est |                |                                                                                       |             | Image manquante Téléverser                                                |
| Église Saint-Germain de Villevoque                                        | Piney                        |         | 48° 23′ 00″ nord, 4° 20′ 25″ est |                |                                                                                       |             | Image manquante Téléverser                                                |
| Église de l'Exaltation-de-la-Sainte-Croix de Plaines-Saint-Lange          | Plaines-Saint-Lange          |         | 47° 59′ 25″ nord, 4° 28′ 36″ est |                |                                                                                       |             | Image manquante Téléverser                                                |
| Église Saint-Martin d'Abbaye-sous-Plancy                                  | Plancy-l'Abbaye              |         | 48° 34′ 04″ nord, 3° 56′ 59″ est |                |                                                                                       |             | Image manquante Téléverser                                                |
| Église Saint-Julien-l'Hospitalier de Plancy-l'Abbaye                      | Plancy-l'Abbaye              |         | 48° 34′ 09″ nord, 3° 57′ 58″ est |                |                                                                                       |             | Église Saint-Julien-l'Hospitalier de Plancy-l'Abbaye                      |
| Église Saint-Loup-de-Sens de Viâpres-le-Grand                             | Plancy-l'Abbaye              |         | 48° 33′ 57″ nord, 4° 01′ 26″ est |                |                                                                                       |             | Image manquante Téléverser                                                |
| Église Saint-Felix de Planty                                              | Planty                       |         | 48° 16′ 16″ nord, 3° 39′ 14″ est |                |                                                                                       |             | Église Saint-Felix de Planty                                              |
| Église Saint-Barthélemy de Plessis-Barbuise                               | Plessis-Barbuise             |         | 48° 34′ 37″ nord, 3° 35′ 04″ est |                |                                                                                       |             | Église Saint-Barthélemy de Plessis-Barbuise                               |
| Église Saint-Antoine de Poivres                                           | Poivres                      |         | 48° 41′ 04″ nord, 4° 15′ 31″ est | « PA00078183 » | Classé MH                                                                             | 1912        | Église Saint-Antoine de Poivres                                           |
| Église Saint-Denis de Polisot                                             | Polisot                      |         | 48° 04′ 19″ nord, 4° 22′ 33″ est | « PA00078184 » | Classé MH                                                                             | 1936        | Église Saint-Denis de Polisot                                             |
| Église Saint-Félix de Polisy                                              | Polisy                       |         | 48° 03′ 46″ nord, 4° 22′ 52″ est | « PA00078186 » | Inscrit MH                                                                            | 1926        | Église Saint-Félix de Polisy                                              |
| Église de l'Assomption-de-la-Vierge de Pont-Sainte-Marie                  | Pont-Sainte-Marie            |         | 48° 19′ 06″ nord, 4° 05′ 35″ est | « PA00078187 » | Classé MH                                                                             | 1895        | Église de l'Assomption-de-la-Vierge de Pont-Sainte-Marie                  |
| Église Saint-Martin de Pont-sur-Seine                                     | Pont-sur-Seine               |         | 48° 31′ 03″ nord, 3° 35′ 49″ est | « PA00078188 » | Classé MH                                                                             | 1963        | Église Saint-Martin de Pont-sur-Seine                                     |
| Église Saint-Pierre de Pouan-les-Vallées                                  | Pouan-les-Vallées            |         | 48° 32′ 35″ nord, 4° 03′ 54″ est | « PA00078189 » | Classé MH                                                                             | 1913        | Image manquante Téléverser                                                |
| Église Saint-Nicolas de Pougy                                             | Pougy                        |         | 48° 26′ 52″ nord, 4° 21′ 15″ est |                |                                                                                       |             | Église Saint-Nicolas de Pougy                                             |
| Église Saint-Jean Baptiste de Pouy-sur-Vannes                             | Pouy-sur-Vannes              |         | 48° 18′ 23″ nord, 3° 35′ 16″ est |                |                                                                                       |             | Image manquante Téléverser                                                |
| Église Saint-Parres de Praslin                                            | Praslin                      |         | 48° 02′ 47″ nord, 4° 11′ 57″ est | « PA00078191 » | Inscrit MH                                                                            | 1926        | Église Saint-Parres de Praslin                                            |
| Église de l'Assomption-de-la-Vierge de Proverville                        | Proverville                  |         | 48° 13′ 54″ nord, 4° 41′ 43″ est | « PA10000017 » | Inscrit MH                                                                            | 2001        | Église de l'Assomption-de-la-Vierge de Proverville                        |
| Église Saint-Nicolas de Prugny                                            | Prugny                       |         | 48° 14′ 46″ nord, 3° 56′ 34″ est |                |                                                                                       |             | Église Saint-Nicolas de Prugny                                            |
| Église Saint-Germain-d'Auxerre de Prunay-Belleville                       | Prunay-Belleville            |         | 48° 22′ 03″ nord, 3° 46′ 13″ est |                |                                                                                       |             | Image manquante Téléverser                                                |
| Église Sainte-Madeleine de Belleville                                     | Prunay-Belleville            |         | 48° 22′ 36″ nord, 3° 46′ 36″ est |                |                                                                                       |             | Église Sainte-Madeleine de Belleville                                     |
| Église de l'Assomption de Précy-Notre-Dame                                | Précy-Notre-Dame             |         | 48° 24′ 41″ nord, 4° 26′ 19″ est |                |                                                                                       |             | Église de l'Assomption de Précy-Notre-Dame                                |
| Église Saint-Martin de Précy-Saint-Martin                                 | Précy-Saint-Martin           |         | 48° 25′ 02″ nord, 4° 26′ 49″ est | « PA00078192 » | Inscrit MH                                                                            | 1986        | Église Saint-Martin de Précy-Saint-Martin                                 |
| Église Saint-Laurent de Prémierfait                                       | Prémierfait                  |         | 48° 30′ 08″ nord, 4° 01′ 35″ est | « PA00078194 » | Inscrit MH                                                                            | 1937        | Église Saint-Laurent de Prémierfait                                       |
| Église de l'Assomption de Puits                                           | Puits-et-Nuisement           |         | 48° 12′ 42″ nord, 4° 29′ 58″ est | « PA00078318 » | Inscrit MH                                                                            | 1990        | Église de l'Assomption de Puits                                           |
| Église Saint-Philippe de Nuisement                                        | Puits-et-Nuisement           |         | 48° 13′ 08″ nord, 4° 31′ 29″ est |                |                                                                                       |             | Église Saint-Philippe de Nuisement                                        |
| Église Saint-Rémy de Périgny-la-Rose                                      | Périgny-la-Rose              |         | 48° 32′ 52″ nord, 3° 37′ 31″ est | « PA00078178 » | Inscrit MH                                                                            | 1926        | Église Saint-Rémy de Périgny-la-Rose                                      |
| Église Saint-Éloi de Racines                                              | Racines                      |         | 48° 03′ 01″ nord, 3° 50′ 41″ est | « PA00078195 » | Inscrit MH                                                                            | 1976        | Église Saint-Éloi de Racines                                              |
| Église Notre-Dame-de-l'Assomption de Radonvilliers                        | Radonvilliers                |         | 48° 21′ 35″ nord, 4° 30′ 19″ est |                |                                                                                       |             | Église Notre-Dame-de-l'Assomption de Radonvilliers                        |
| Église Saint-Félix-de-Nole de Ramerupt                                    | Ramerupt                     |         | 48° 30′ 52″ nord, 4° 19′ 02″ est | « PA00078205 » | Inscrit MH                                                                            | 1926        | Église Saint-Félix-de-Nole de Ramerupt                                    |
| Église Saint-Roch de Ramerupt                                             | Ramerupt                     |         | 48° 31′ 09″ nord, 4° 17′ 36″ est |                |                                                                                       |             | Église Saint-Roch de Ramerupt                                             |
| Église de la Nativité-de-Notre-Dame de Rances                             | Rances                       |         | 48° 28′ 00″ nord, 4° 32′ 44″ est |                |                                                                                       |             | Église de la Nativité-de-Notre-Dame de Rances                             |
| Église Saint-Sulpice de Rhèges                                            | Rhèges                       |         | 48° 32′ 51″ nord, 3° 59′ 47″ est |                |                                                                                       |             | Image manquante Téléverser                                                |
| Église Saint-Nicolas de Rigny-la-Nonneuse                                 | Rigny-la-Nonneuse            |         | 48° 24′ 38″ nord, 3° 39′ 59″ est |                |                                                                                       |             | Église Saint-Nicolas de Rigny-la-Nonneuse                                 |
| Église Saint-Martin de Rigny-le-Ferron                                    | Rigny-le-Ferron              |         | 48° 12′ 31″ nord, 3° 37′ 52″ est | « PA00078204 » | Classé MH Partie 16s ; Inscrit MH Clocher et partie occidentale avec sa voûte en bois | 1910 ; 1982 | Église Saint-Martin de Rigny-le-Ferron                                    |
| Église Saint-Savinien de Rilly-Sainte-Syre                                | Rilly-Sainte-Syre            |         | 48° 26′ 39″ nord, 3° 57′ 29″ est |                |                                                                                       |             | Image manquante Téléverser                                                |
| Église Saint-Martin de Romilly-sur-Seine                                  | Romilly-sur-Seine            |         | 48° 31′ 08″ nord, 3° 43′ 23″ est |                |                                                                                       |             | Église Saint-Martin de Romilly-sur-Seine                                  |
| Église Notre-Dame-de-Lorette de Romilly-sur-Seine                         | Romilly-sur-Seine            |         | 48° 30′ 30″ nord, 3° 43′ 57″ est |                |                                                                                       |             | Image manquante Téléverser                                                |
| Église de l'Assomption-de-la-Vierge de Rosnay-l'Hôpital                   | Rosnay-l'Hôpital             |         | 48° 27′ 28″ nord, 4° 30′ 10″ est | « PA00078208 » | Classé MH                                                                             | 1846        | Église de l'Assomption-de-la-Vierge de Rosnay-l'Hôpital                   |
| Église Saint-Gengoul de Sacey                                             | Rouilly-Sacey                |         | 48° 20′ 51″ nord, 4° 16′ 32″ est | « PA00078210 » | Inscrit MH                                                                            | 1976        | Église Saint-Gengoul de Sacey                                             |
| Église Saint-Martin de Rouilly                                            | Rouilly-Sacey                |         | 48° 20′ 45″ nord, 4° 15′ 45″ est |                |                                                                                       |             | Église Saint-Martin de Rouilly                                            |
| Église Saint-Donat de Rouilly-Saint-Loup                                  | Rouilly-Saint-Loup           |         | 48° 15′ 45″ nord, 4° 08′ 57″ est |                |                                                                                       |             | Église Saint-Donat de Rouilly-Saint-Loup                                  |
| Église Saint-Maurice de Rouvres-les-Vignes                                | Rouvres-les-Vignes           |         | 48° 14′ 30″ nord, 4° 49′ 24″ est | « PA00078211 » | Inscrit MH                                                                            | 1984        | Église Saint-Maurice de Rouvres-les-Vignes                                |
| Église Saint-Martin de Rumilly-lès-Vaudes                                 | Rumilly-lès-Vaudes           |         | 48° 08′ 35″ nord, 4° 13′ 02″ est | « PA00078212 » | Classé MH                                                                             | 1840        | Église Saint-Martin de Rumilly-lès-Vaudes                                 |
| Église de l'Assomption de Ruvigny                                         | Ruvigny                      |         | 48° 16′ 26″ nord, 4° 10′ 37″ est |                |                                                                                       |             | Église de l'Assomption de Ruvigny                                         |
| Église Saint-André de Saint-André-les-Vergers                             | Saint-André-les-Vergers      |         | 48° 16′ 44″ nord, 4° 03′ 06″ est | « PA00078214 » | Classé MH                                                                             | 1840        | Église Saint-André de Saint-André-les-Vergers                             |
| Église Saint-Aubin de Saint-Aubin (Aube)                                  | Saint-Aubin                  |         | 48° 28′ 35″ nord, 3° 33′ 28″ est |                |                                                                                       |             | Église Saint-Aubin de Saint-Aubin (Aube)                                  |
| Église Saint-Benoît de Saint-Benoist-sur-Vanne                            | Saint-Benoist-sur-Vanne      |         | 48° 14′ 13″ nord, 3° 40′ 10″ est |                |                                                                                       |             | Église Saint-Benoît de Saint-Benoist-sur-Vanne                            |
| Église Saint-Benoît de Saint-Benoît-sur-Seine                             | Saint-Benoît-sur-Seine       |         | 48° 22′ 05″ nord, 4° 01′ 52″ est |                |                                                                                       |             | Église Saint-Benoît de Saint-Benoît-sur-Seine                             |
| Église Saint-Christophe de Saint-Christophe-Dodinicourt                   | Saint-Christophe-Dodinicourt |         | 48° 26′ 16″ nord, 4° 28′ 11″ est |                |                                                                                       |             | Église Saint-Christophe de Saint-Christophe-Dodinicourt                   |
| Église de l'Assomption de Saint-Flavy                                     | Saint-Flavy                  |         | 48° 24′ 12″ nord, 3° 45′ 22″ est |                |                                                                                       |             | Église de l'Assomption de Saint-Flavy                                     |
| Église Saint-Barthélemy de Lépine                                         | Saint-Germain                |         | 48° 15′ 46″ nord, 4° 00′ 03″ est |                |                                                                                       |             | Image manquante Téléverser                                                |
| Église Saint-Germain-d'Auxerre de Saint-Germain (Aube)                    | Saint-Germain                |         | 48° 15′ 30″ nord, 4° 01′ 50″ est |                |                                                                                       |             | Église Saint-Germain-d'Auxerre de Saint-Germain (Aube)                    |
| Église Saint-Hilaire de Saint-Hilaire-sous-Romilly                        | Saint-Hilaire-sous-Romilly   |         | 48° 30′ 57″ nord, 3° 39′ 16″ est |                |                                                                                       |             | Église Saint-Hilaire de Saint-Hilaire-sous-Romilly                        |
| Église Saint-Jean de Saint-Jean-de-Bonneval                               | Saint-Jean-de-Bonneval       |         | 48° 10′ 18″ nord, 4° 02′ 58″ est |                |                                                                                       |             | Église Saint-Jean de Saint-Jean-de-Bonneval                               |
| Église Saint-Julien-de-Brioude de Saint-Julien-les-Villas                 | Saint-Julien-les-Villas      |         | 48° 16′ 23″ nord, 4° 05′ 58″ est | « PA00078218 » | Inscrit MH                                                                            | 1981        | Église Saint-Julien-de-Brioude de Saint-Julien-les-Villas                 |
| Église Saint-Loup de Troyes de Saint-Loup-de-Buffigny                     | Saint-Loup-de-Buffigny       |         | 48° 27′ 00″ nord, 3° 38′ 13″ est |                |                                                                                       |             | Église Saint-Loup de Troyes de Saint-Loup-de-Buffigny                     |
| Église Saint-Lupien de Saint-Lupien                                       | Saint-Lupien                 |         | 48° 21′ 38″ nord, 3° 42′ 04″ est | « PA00078222 » | Inscrit MH                                                                            | 1926        | Église Saint-Lupien de Saint-Lupien                                       |
| Église Saint-Lyé de Saint-Lyé                                             | Saint-Lyé                    |         | 48° 21′ 40″ nord, 4° 00′ 21″ est | « PA00078224 » | Inscrit MH                                                                            | 1972        | Église Saint-Lyé de Saint-Lyé                                             |
| Église Saint-Léger de Saint-Léger-près-Troyes                             | Saint-Léger-près-Troyes      |         | 48° 14′ 09″ nord, 4° 04′ 44″ est | « PA00078219 » | Classé MH                                                                             | 1980        | Église Saint-Léger de Saint-Léger-près-Troyes                             |
| Église Saint-Thibaud de Saint-Léger-sous-Brienne                          | Saint-Léger-sous-Brienne     |         | 48° 24′ 12″ nord, 4° 30′ 09″ est | « PA00078220 » | Classé MH Eglise à l'exclusion du décor intérieur classé ; Inscrit MH Décor intérieur | 1983 ; 1983 | Image manquante Téléverser                                                |
| Église Saint-Léger de Saint-Léger-sous-Margerie                           | Saint-Léger-sous-Margerie    |         | 48° 31′ 51″ nord, 4° 29′ 19″ est | « PA00078221 » | Inscrit MH                                                                            | 1987        | Église Saint-Léger de Saint-Léger-sous-Margerie                           |
| Église Saint-Médard de Saint-Mards-en-Othe                                | Saint-Mards-en-Othe          |         | 48° 10′ 23″ nord, 3° 48′ 08″ est |                |                                                                                       |             | Église Saint-Médard de Saint-Mards-en-Othe                                |
| Église Saint-Martin de Saint-Martin-de-Bossenay                           | Saint-Martin-de-Bossenay     |         | 48° 26′ 25″ nord, 3° 40′ 57″ est |                |                                                                                       |             | Église Saint-Martin de Saint-Martin-de-Bossenay                           |
| Église Saint-Pierre aux Liens de Saint-Mesmin                             | Saint-Mesmin                 |         | 48° 26′ 36″ nord, 3° 55′ 38″ est |                |                                                                                       |             | Église Saint-Pierre aux Liens de Saint-Mesmin                             |
| Église Saint-Nabord de Saint-Nabord-sur-Aube                              | Saint-Nabord-sur-Aube        |         | 48° 31′ 36″ nord, 4° 12′ 56″ est |                |                                                                                       |             | Image manquante Téléverser                                                |
| Église Saint-Nicolas de Saint-Nicolas-la-Chapelle                         | Saint-Nicolas-la-Chapelle    |         | 48° 31′ 47″ nord, 3° 28′ 09″ est | « PA00078227 » | Inscrit MH                                                                            | 1926        | Église Saint-Nicolas de Saint-Nicolas-la-Chapelle                         |
| Église Saint-Oulph de Saint-Oulph                                         | Saint-Oulph                  |         | 48° 31′ 11″ nord, 3° 52′ 01″ est |                |                                                                                       |             | Église Saint-Oulph de Saint-Oulph                                         |
| Église Saint-Parres de Saint-Parres-aux-Tertres                           | Saint-Parres-aux-Tertres     |         | 48° 18′ 01″ nord, 4° 07′ 09″ est | « PA00078229 » | Classé MH                                                                             | 1942        | Église Saint-Parres de Saint-Parres-aux-Tertres                           |
| Église Saint-Parre de Saint-Parres-lès-Vaudes                             | Saint-Parres-lès-Vaudes      |         | 48° 10′ 21″ nord, 4° 12′ 38″ est |                |                                                                                       |             | Image manquante Téléverser                                                |
| Église Saint-Phal de Saint-Phal                                           | Saint-Phal                   |         | 48° 07′ 13″ nord, 3° 59′ 51″ est | « PA00078230 » | Classé MH                                                                             | 1985        | Église Saint-Phal de Saint-Phal                                           |
| Église Saint-Marc de Saint-Pouange                                        | Saint-Pouange                |         | 48° 13′ 40″ nord, 4° 02′ 33″ est |                |                                                                                       |             | Image manquante Téléverser                                                |
| Église Saint-Remy de Saint-Remy-sous-Barbuise                             | Saint-Remy-sous-Barbuise     |         | 48° 28′ 59″ nord, 4° 06′ 59″ est |                |                                                                                       |             | Église Saint-Remy de Saint-Remy-sous-Barbuise                             |
| Église Saint-Thibault de Saint-Thibault (Aube)                            | Saint-Thibault               |         | 48° 12′ 24″ nord, 4° 08′ 15″ est | « PA00078231 » | Classé MH Portail                                                                     | 1928        | Église Saint-Thibault de Saint-Thibault (Aube)                            |
| Église Saint-Eusèbe de Saint-Usage                                        | Saint-Usage                  |         | 48° 06′ 01″ nord, 4° 36′ 31″ est |                |                                                                                       |             | Image manquante Téléverser                                                |
| Église Saint-Étienne de Saint-Étienne-sous-Barbuise                       | Saint-Étienne-sous-Barbuise  |         | 48° 30′ 06″ nord, 4° 06′ 37″ est |                |                                                                                       |             | Église Saint-Étienne de Saint-Étienne-sous-Barbuise                       |
| Église Sainte-Maure de Sainte-Maure                                       | Sainte-Maure                 |         | 48° 20′ 50″ nord, 4° 03′ 32″ est | « PA00078226 » | Classé MH                                                                             | 1931        | Église Sainte-Maure de Sainte-Maure                                       |
| Église Sainte-Savine de Sainte-Savine                                     | Sainte-Savine                |         | 48° 17′ 41″ nord, 4° 03′ 36″ est | « PA00078232 » | Classé MH                                                                             | 1921        | Église Sainte-Savine de Sainte-Savine                                     |
| Église Saint-Martin de Salon                                              | Salon                        |         | 48° 38′ 24″ nord, 4° 00′ 14″ est | « PA00078234 » | Classé MH                                                                             | 1984        | Église Saint-Martin de Salon                                              |
| Église Saint-Brice de Saulcy                                              | Saulcy                       |         | 48° 16′ 39″ nord, 4° 50′ 01″ est |                |                                                                                       |             | Église Saint-Brice de Saulcy                                              |
| Église Saint-Martin de Savières                                           | Savières                     |         | 48° 24′ 27″ nord, 3° 57′ 06″ est | « PA00078236 » | Classé MH                                                                             | 1931        | Église Saint-Martin de Savières                                           |
| Église Saint-Pierre de Semoine                                            | Semoine                      |         | 48° 40′ 41″ nord, 4° 05′ 13″ est |                |                                                                                       |             | Image manquante Téléverser                                                |
| Église Saint-Léger de Soligny-les-Étangs                                  | Soligny-les-Étangs           |         | 48° 24′ 24″ nord, 3° 30′ 32″ est |                |                                                                                       |             | Image manquante Téléverser                                                |
| Église Saint-Martin de Sommeval                                           | Sommeval                     |         | 48° 09′ 57″ nord, 3° 58′ 02″ est |                |                                                                                       |             | Église Saint-Martin de Sommeval                                           |
| Église Saint-Laurent de Soulaines-Dhuys                                   | Soulaines-Dhuys              |         | 48° 22′ 34″ nord, 4° 44′ 10″ est | « PA00078239 » | Classé MH                                                                             | 1914        | Église Saint-Laurent de Soulaines-Dhuys                                   |
| Église Saint-Didier de Spoy                                               | Spoy                         |         | 48° 13′ 43″ nord, 4° 37′ 12″ est |                |                                                                                       |             | Église Saint-Didier de Spoy                                               |
| Église Saint-Léon de Thennelières                                         | Thennelières                 |         | 48° 17′ 26″ nord, 4° 10′ 30″ est |                |                                                                                       |             | Église Saint-Léon de Thennelières                                         |
| Église Saint-Mammès de Thieffrain                                         | Thieffrain                   |         | 48° 11′ 45″ nord, 4° 26′ 25″ est |                |                                                                                       |             | Église Saint-Mammès de Thieffrain                                         |
| Église de l'Assomption de Thil                                            | Thil                         |         | 48° 20′ 55″ nord, 4° 47′ 00″ est | « IA00048907 » |                                                                                       |             | Image manquante Téléverser                                                |
| Église Sainte-Madeleine de Thors                                          | Thors                        |         | 48° 18′ 22″ nord, 4° 48′ 42″ est |                |                                                                                       |             | Église Sainte-Madeleine de Thors                                          |
| Église Saint-Pierre aux Liens de Torcy-le-Grand                           | Torcy-le-Grand               |         | 48° 32′ 04″ nord, 4° 10′ 22″ est |                |                                                                                       |             | Image manquante Téléverser                                                |
| Église Saint-Léonard de Torcy-le-Petit                                    | Torcy-le-Petit               |         | 48° 31′ 51″ nord, 4° 11′ 43″ est |                |                                                                                       |             | Église Saint-Léonard de Torcy-le-Petit                                    |
| Église Saint-Denis de Torvilliers                                         | Torvilliers                  |         | 48° 16′ 33″ nord, 3° 58′ 57″ est | « PA00078243 » | Classé MH                                                                             | 1980        | Église Saint-Denis de Torvilliers                                         |
| Église Saint-Pierre de Trancault                                          | Trancault                    |         | 48° 22′ 21″ nord, 3° 32′ 17″ est |                |                                                                                       |             | Église Saint-Pierre de Trancault                                          |
| Église Saint-Michel de Trannes                                            | Trannes                      |         | 48° 18′ 05″ nord, 4° 35′ 12″ est | « PA00078245 » | Inscrit MH                                                                            | 1937        | Église Saint-Michel de Trannes                                            |
| Église Saint-Gervais et Saint-Protais de Traînel                          | Traînel                      |         | 48° 25′ 01″ nord, 3° 27′ 02″ est |                |                                                                                       |             | Image manquante Téléverser                                                |
| Église Saint-Pierre de Trouan-le-Petit                                    | Trouans                      |         | 48° 37′ 48″ nord, 4° 14′ 11″ est |                |                                                                                       |             | Église Saint-Pierre de Trouan-le-Petit                                    |
| Église Saint-Georges de Trouans                                           | Trouans                      |         | 48° 37′ 44″ nord, 4° 14′ 21″ est | « PA00078247 » | Classé MH                                                                             | 1924        | Église Saint-Georges de Trouans                                           |
| Église Saint-Loup de Sens de Turgy                                        | Turgy                        |         | 48° 01′ 24″ nord, 4° 02′ 36″ est |                |                                                                                       |             | Image manquante Téléverser                                                |
| Église Saint-Symphorien d'Unienville                                      | Unienville                   |         | 48° 19′ 30″ nord, 4° 32′ 52″ est |                |                                                                                       |             | Église Saint-Symphorien d'Unienville                                      |
| Église Saint-Pierre aux Liens d'Urville                                   | Urville                      |         | 48° 10′ 13″ nord, 4° 39′ 01″ est |                |                                                                                       |             | Église Saint-Pierre aux Liens d'Urville                                   |
| Église Saint-Nicolas de Vailly                                            | Vailly                       |         | 48° 22′ 13″ nord, 4° 07′ 24″ est |                |                                                                                       |             | Église Saint-Nicolas de Vailly                                            |
| Église Saint-Martin de Val-d'Auzon                                        | Val-d'Auzon                  |         | 48° 24′ 25″ nord, 4° 21′ 52″ est | « PA00078286 » | Inscrit MH Chœur et bas-côté Nord formant transept                                    | 1926        | Église Saint-Martin de Val-d'Auzon                                        |
| Église Saint-Martin de Montangon                                          | Val-d'Auzon                  |         | 48° 23′ 58″ nord, 4° 20′ 52″ est |                |                                                                                       |             | Image manquante Téléverser                                                |
| Église Saint-Martin de Villehardouin                                      | Val-d'Auzon                  |         | 48° 22′ 46″ nord, 4° 22′ 53″ est |                |                                                                                       |             | Église Saint-Martin de Villehardouin                                      |
| Église Saint-Julien de Vallant-Saint-Georges                              | Vallant-Saint-Georges        |         | 48° 28′ 08″ nord, 3° 54′ 14″ est | « PA00125380 » | Inscrit MH                                                                            | 1993        | Église Saint-Julien de Vallant-Saint-Georges                              |
| Église Saint-Antoine de Vallentigny                                       | Vallentigny                  |         | 48° 26′ 52″ nord, 4° 34′ 49″ est | « PA00078289 » | Classé MH Chœur et transept ; Inscrit MH Nef                                          | 1948 ; 1948 | Église Saint-Antoine de Vallentigny                                       |
| Église Saint-Bénigne de Vallières                                         | Vallières                    |         | 47° 59′ 47″ nord, 4° 03′ 44″ est | « PA00078290 » | Inscrit MH                                                                            | 1926        | Église Saint-Bénigne de Vallières                                         |
| Église Saint-Jean-Baptiste de Vanlay                                      | Vanlay                       |         | 48° 01′ 40″ nord, 4° 01′ 01″ est | « PA00078293 » | Inscrit MH                                                                            | 1984        | Église Saint-Jean-Baptiste de Vanlay                                      |
| Église de l'Assomption de Vauchassis                                      | Vauchassis                   |         | 48° 13′ 21″ nord, 3° 55′ 17″ est | « PA00078294 » | Inscrit MH                                                                            | 1986        | Église de l'Assomption de Vauchassis                                      |
| Église Saint-Pierre-et-Saint-Paul de Vauchonvilliers                      | Vauchonvilliers              |         | 48° 15′ 55″ nord, 4° 31′ 36″ est | « PA00078319 » | Inscrit MH                                                                            | 1989        | Église Saint-Pierre-et-Saint-Paul de Vauchonvilliers                      |
| Église Saint-Antoine de Vaucogne                                          | Vaucogne                     |         | 48° 31′ 37″ nord, 4° 20′ 39″ est |                |                                                                                       |             | Image manquante Téléverser                                                |
| Église Saint-Clair de Vaudes                                              | Vaudes                       |         | 48° 10′ 38″ nord, 4° 11′ 21″ est |                |                                                                                       |             | Image manquante Téléverser                                                |
| Église Sainte-Tanche de Vaupoisson                                        | Vaupoisson                   |         | 48° 31′ 04″ nord, 4° 14′ 10″ est |                |                                                                                       |             | Image manquante Téléverser                                                |
| Église Saint-Pierre de Vendeuvre-sur-Barse                                | Vendeuvre-sur-Barse          |         | 48° 14′ 06″ nord, 4° 27′ 56″ est | « PA00078297 » | Classé MH                                                                             | 1907        | Église Saint-Pierre de Vendeuvre-sur-Barse                                |
| Église Saint-Vincent de Vernonvilliers                                    | Vernonvilliers               |         | 48° 18′ 54″ nord, 4° 40′ 47″ est |                |                                                                                       |             | Église Saint-Vincent de Vernonvilliers                                    |
| Église de la Nativité-de-Notre-Dame de Verpillières-sur-Ource             | Verpillières-sur-Ource       |         | 48° 02′ 28″ nord, 4° 34′ 05″ est |                |                                                                                       |             | Église de la Nativité-de-Notre-Dame de Verpillières-sur-Ource             |
| Église Saint-Martin de Verricourt                                         | Verricourt                   |         | 48° 27′ 05″ nord, 4° 20′ 51″ est |                |                                                                                       |             | Image manquante Téléverser                                                |
| Église Saint-Pierre de Verrières                                          | Verrières                    |         | 48° 13′ 52″ nord, 4° 08′ 57″ est | « PA00078299 » | Inscrit MH Clocher ; Classé MH Eglise (à l'exception du clocher)                      | 1937 ; 1937 | Église Saint-Pierre de Verrières                                          |
| Église Saint-Jean-Baptiste de Villacerf                                   | Villacerf                    |         | 48° 23′ 44″ nord, 3° 59′ 34″ est | « PA00078300 » | Inscrit MH                                                                            | 1986        | Église Saint-Jean-Baptiste de Villacerf                                   |
| Église Saint-Martin de Villadin                                           | Villadin                     |         | 48° 19′ 05″ nord, 3° 40′ 52″ est |                |                                                                                       |             | Église Saint-Martin de Villadin                                           |
| Église Saint-Martin de Ville-sous-la-Ferté                                | Ville-sous-la-Ferté          |         | 48° 07′ 10″ nord, 4° 47′ 14″ est |                |                                                                                       |             | Église Saint-Martin de Ville-sous-la-Ferté                                |
| Église Saint-Aubin de Ville-sur-Arce                                      | Ville-sur-Arce               |         | 48° 06′ 25″ nord, 4° 26′ 53″ est | « PA00078325 » | Inscrit MH                                                                            | 1991        | Église Saint-Aubin de Ville-sur-Arce                                      |
| Église Saint-Pierre-ès-Liens de Ville-sur-Terre                           | Ville-sur-Terre              |         | 48° 19′ 57″ nord, 4° 44′ 59″ est | « PA00078314 » | Inscrit MH                                                                            | 1925        | Église Saint-Pierre-ès-Liens de Ville-sur-Terre                           |
| Église de la Nativité-de-Notre-Dame de Villechétif                        | Villechétif                  |         | 48° 18′ 36″ nord, 4° 08′ 50″ est |                |                                                                                       |             | Image manquante Téléverser                                                |
| Église de la Nativité-de-Notre-Dame de Villeloup                          | Villeloup                    |         | 48° 21′ 38″ nord, 3° 52′ 27″ est |                |                                                                                       |             | Église de la Nativité-de-Notre-Dame de Villeloup                          |
| Église Saint-Sébastien de Villemoiron-en-Othe                             | Villemoiron-en-Othe          |         | 48° 12′ 02″ nord, 3° 46′ 48″ est |                |                                                                                       |             | Église Saint-Sébastien de Villemoiron-en-Othe                             |
| Église Saint-Germain-d'Auxerre de Villemorien                             | Villemorien                  |         | 48° 05′ 05″ nord, 4° 17′ 54″ est |                |                                                                                       |             | Église Saint-Germain-d'Auxerre de Villemorien                             |
| Église Saint-Martin de Villemoyenne                                       | Villemoyenne                 |         | 48° 10′ 33″ nord, 4° 13′ 38″ est |                |                                                                                       |             | Image manquante Téléverser                                                |
| Église Saint-Jacques-le-Majeur de Dival                                   | Villenauxe-la-Grande         |         | 48° 36′ 06″ nord, 3° 33′ 14″ est | « PA00078308 » | Inscrit MH Clocher                                                                    | 1927        | Église Saint-Jacques-le-Majeur de Dival                                   |
| Église Saint-Pierre-Saint-Paul de Villenauxe-la-Grande                    | Villenauxe-la-Grande         |         | 48° 35′ 23″ nord, 3° 33′ 15″ est | « PA00078307 » | Classé MH                                                                             | 1840        | Église Saint-Pierre-Saint-Paul de Villenauxe-la-Grande                    |
| Église Saint-Jean Baptiste de Villeneuve-au-Chemin                        | Villeneuve-au-Chemin         |         | 48° 05′ 19″ nord, 3° 51′ 02″ est |                |                                                                                       |             | Église Saint-Jean Baptiste de Villeneuve-au-Chemin                        |
| Église Saint-Ferréol de Villeret                                          | Villeret                     |         | 48° 28′ 36″ nord, 4° 35′ 16″ est | « PA00078312 » | Classé MH                                                                             | 1931        | Église Saint-Ferréol de Villeret                                          |
| Église Saint-Pierre de Villette-sur-Aube                                  | Villette-sur-Aube            |         | 48° 32′ 06″ nord, 4° 06′ 03″ est |                |                                                                                       |             | Image manquante Téléverser                                                |
| Église de l'Assomption-de-la-Vierge de Villiers-Herbisse                  | Villiers-Herbisse            |         | 48° 38′ 10″ nord, 4° 06′ 43″ est | « PA00078315 » | Classé MH                                                                             | 1958        | Église de l'Assomption-de-la-Vierge de Villiers-Herbisse                  |
| Église Saint-Jean Baptiste de Villiers-le-Bois                            | Villiers-le-Bois             |         | 47° 57′ 29″ nord, 4° 11′ 27″ est |                |                                                                                       |             | Image manquante Téléverser                                                |
| Église Saint-Nicolas de Villiers-sous-Praslin                             | Villiers-sous-Praslin        |         | 48° 03′ 44″ nord, 4° 14′ 56″ est |                |                                                                                       |             | Image manquante Téléverser                                                |
| Église Saint-Laurent de Villy-en-Trodes                                   | Villy-en-Trodes              |         | 48° 11′ 56″ nord, 4° 22′ 56″ est |                |                                                                                       |             | Église Saint-Laurent de Villy-en-Trodes                                   |
| Église de la Nativité-de-la-Vierge de Villy-le-Maréchal                   | Villy-le-Maréchal            |         | 48° 11′ 19″ nord, 4° 04′ 32″ est | « PA00078328 » | Inscrit MH                                                                            | 1992        | Église de la Nativité-de-la-Vierge de Villy-le-Maréchal                   |
| Église Saint-Memmie de Vinets                                             | Vinets                       |         | 48° 32′ 03″ nord, 4° 14′ 15″ est |                |                                                                                       |             | Image manquante Téléverser                                                |
| Église Saint-Étienne de Virey-sous-Bar                                    | Virey-sous-Bar               |         | 48° 08′ 21″ nord, 4° 18′ 33″ est |                |                                                                                       |             | Église Saint-Étienne de Virey-sous-Bar                                    |
| Église Saint-Bénigne de Vitry-le-Croisé                                   | Vitry-le-Croisé              |         | 48° 08′ 49″ nord, 4° 33′ 57″ est |                |                                                                                       |             | Église Saint-Bénigne de Vitry-le-Croisé                                   |
| Église Saint-Victor de Viviers-sur-Artaut                                 | Viviers-sur-Artaut           |         | 48° 05′ 47″ nord, 4° 29′ 49″ est |                |                                                                                       |             | Image manquante Téléverser                                                |
| Église Saint-Denis de Viâpres-le-Petit                                    | Viâpres-le-Petit             |         | 48° 33′ 42″ nord, 4° 02′ 30″ est |                |                                                                                       |             | Église Saint-Denis de Viâpres-le-Petit                                    |
| Église Saint-Afre de Voigny                                               | Voigny                       |         | 48° 14′ 25″ nord, 4° 46′ 02″ est |                |                                                                                       |             | Image manquante Téléverser                                                |
| Église Saint-Blaise de Vosnon                                             | Vosnon                       |         | 48° 06′ 34″ nord, 3° 50′ 32″ est |                |                                                                                       |             | Église Saint-Blaise de Vosnon                                             |
| Église de l'Assomption de Vougrey                                         | Vougrey                      |         | 48° 05′ 06″ nord, 4° 13′ 42″ est |                |                                                                                       |             | Image manquante Téléverser                                                |
| Église Notre-Dame-de-l'Assomption de Voué                                 | Voué                         |         | 48° 27′ 29″ nord, 4° 07′ 40″ est | « PA00078316 » | Classé MH                                                                             | 1913        | Image manquante Téléverser                                                |
| Église Saint-Antoine de Vulaines                                          | Vulaines                     |         | 48° 14′ 07″ nord, 3° 37′ 12″ est |                |                                                                                       |             | Église Saint-Antoine de Vulaines                                          |
| Église Saint-Laurent d'Yèvres-le-Petit                                    | Yèvres-le-Petit              |         | 48° 28′ 45″ nord, 4° 29′ 26″ est | « PA00078326 » | Inscrit MH                                                                            | 1991        | Église Saint-Laurent d'Yèvres-le-Petit                                    |
| Église Saint-Martin d'Échemines                                           | Échemines                    |         | 48° 23′ 10″ nord, 3° 50′ 02″ est |                |                                                                                       |             | Église Saint-Martin d'Échemines                                           |
| Église Saint-Brice d'Éclance                                              | Éclance                      |         | 48° 18′ 22″ nord, 4° 38′ 06″ est |                |                                                                                       |             | Église Saint-Brice d'Éclance                                              |
| Église Saint-Martin d'Éguilly-sous-Bois                                   | Éguilly-sous-Bois            |         | 48° 08′ 19″ nord, 4° 32′ 06″ est |                |                                                                                       |             | Église Saint-Martin d'Éguilly-sous-Bois                                   |
| Église Saint-Georges d'Épagne                                             | Épagne                       |         | 48° 23′ 34″ nord, 4° 27′ 49″ est |                |                                                                                       |             | Image manquante Téléverser                                                |
| Église Saint-Quentin d'Épothémont                                         | Épothémont                   |         | 48° 25′ 10″ nord, 4° 39′ 33″ est |                |                                                                                       |             | Église Saint-Quentin d'Épothémont                                         |
| Église Saint-Georges d'Étourvy                                            | Étourvy                      |         | 47° 57′ 28″ nord, 4° 07′ 47″ est |                |                                                                                       |             | Image manquante Téléverser                                                |
| Église de l'Assomption d'Étrelles-sur-Aube                                | Étrelles-sur-Aube            |         | 48° 33′ 38″ nord, 3° 52′ 21″ est |                |                                                                                       |             | Église de l'Assomption d'Étrelles-sur-Aube                                |